# パーミャチ・メルクーリヤ (防護巡洋艦)
「パーミャチ・メルクーリヤ」（ロシア語: «Па́мять Мерку́рія»）は、ロシア帝国が建造し保有した防護巡洋艦（бронепалубный крейсеръ: 装甲甲板巡洋艦）である。黒海艦隊に配備された最初の防護巡洋艦であった。設計上は、装甲甲板巡洋艦の中の特に長距離偵察艦（дальній разведчикъ）に分類される。ロシア帝国海軍の正式な分類では当初は 1 等巡洋艦（крейсеръ I ранга）に分類され、1907年9月27日付けの類別法改正で巡洋艦（крейсеръ）に類別を変更された。1915年7月15日付けの類別法改正では巡洋艦のままで、その後保有した各国でも巡洋艦に分類した。1921年12月31日には再び 1 等巡洋艦（крейсер I ранга）、1923年11月7日には練習巡洋艦（учебный крейсер）に類別を変更された。1941年6月からは機雷敷設艦（минный заградитель）として使用されるようになったが、正式分類は変更されなかった。
「メルクーリイの記憶」という意味の艦名は、露土戦争で活躍したブリッグを記念したもの。その活躍により、時の皇帝ニコライ1世は黒海艦隊はその名をもつ艦船をつねに保有すべしと命じた。この巡洋艦がその名を受け継ぐ最後のロシア帝国軍艦であり、かつてそのブリッグが授与されたゲオルギイの旗と檣頭旗を受け継ぐ最後の艦であった。
第一次世界大戦では、黒海艦隊には 2 隻しか存在しなかった巡洋艦戦力の中核としてあらゆる種類の任務に投入された。ロシア革命後は、ロシア臨時政府、ウクライナ国家、ロシア・ソビエト共和国、ドイツ帝国、イギリス、白軍などに所有された。最終的にはソビエト連邦に所有されたが、第二次世界大戦中に閉塞船として沈められた。その残骸は、今日まで残っている。

## 概要

### 建造
長距離偵察艦「パーミャチ・メルクーリヤ」は、当初は「カグール」（Кагу́лъ）という命名をされていた。この艦名は、 P・A・ルミャーンツェフ将軍麾下のロシア帝国軍が、露土戦争中の1770年7月21日にカグールの戦いで勝利し、オデッサ州に位置する広大なカグール湖を手中に収めたことを記念して命名される名称であった。「カグール」は、1900年1月9日付けで姉妹艦 3 隻とともに発注された。 5 隻建造された「ボガトィーリ」級のうち、「カグール」と姉妹艦「オチャーコフ」が黒海艦隊初の防護巡洋艦である「カグール」級を形成した。
「カグール」級は極東向けの長距離偵察艦「ボガトィーリ」の設計を利用した長距離偵察艦であったが、図面の流用は工期短縮を約束するものとはならなかった。「カグール」は1901年5月4日付けで艦船リストに記載され、同年8月23日にニコラーエフの国有海軍工廠で起工したが、船台上での工事の最初の段階から遅れが生じ始めた。海軍の予算が「極東用の」造船計画へ優先的に充てられたため、「カグール」級に必要な建造資金が回ってこなかったというのが第一の原因であった。国有造船所の著しい能力不足も、工事遅延の原因となった。結局、「カグール」級の工事の進捗度は、同時に発注された 4 隻の中で最も遅く11月になって起工した、極東向けの「オレーク」に追い越されることとなった。
その後、海軍技術委員会で図面の見直しが行われたことから工事はさらに遅れ、部品の納入が事実上全部納期に間に合わなかったこともまた、そのまま工期の遅れに繋がった。1902年5月20日には進水したが、1904年秋に予定されていた主機関の海上試験は冬にずれ込んだ。このように工事が順延された結果、竣工は1905年となった。しかし、姉妹艦「オチャーコフ」で叛乱が発生し、黒海艦隊は武力を用いて挙げてこれを鎮圧した。大きな損傷を受けた「オチャーコフ」の修繕工事が必要となり、予算の都合で艦隊装甲艦「チェスマ」のオーバーホールと近代化改修が諦められたほか、工事を早く進めるため「カグール」からは電動舵が「オチャーコフ」へ供出された。電動操舵装置は、修正のためサンクトペテルブルクにある株式会社「ヂュフロン、コンスタンチーノヴィチとコー」の工場へ送られた。しかし、本来「オチャーコフ」よりあとになるはずだった「カグール」の工事スケジュールが、「オチャーコフ」のスケジュールの大幅な遅れにより逆転することになったため、黒海艦隊および黒海港湾総指揮官 G・P・チュフニーン海軍中将は1906年7月、「オチャーコフ」から装置を取り外して修正ののちニコラーエフへ送り、「カグール」へ据え付け直す決定を下した。「オチャーコフ」には、新しい別の器具を装備することになった。当時、艦船に装備する舵の選択が海軍技術委員会の重要な関心事となっていた。件の「ヂュフロン」式装置や、巡洋艦「グロモボーイ」や装甲艦「ポベーダ」に装備したアメリカ合衆国製の装置も含め、それまでに試した 3 種類の電動操舵装置はいずれも不満足なものだったのである。海軍技術委員会は1907年2月12日、バルト艦隊ならびに黒海艦隊へ配備する装甲艦、すなわち「アンドレイ・ペルヴォズヴァーンヌイ」、「皇帝パーヴェル1世」、「エフスターフィイ」、「イオアン・ズラトウースト」に装備すべき操舵装置について結論を出した。レーヴェリにある「ヴォーリタ」工場の提案した「ヴォーリタ」システムと呼ばれる装置を元に、近代的で簡素な構造を持った電動装置がバルト工場から提出された。海軍技術委員会はこれを採用したのである。この装置は、バルト工場で開発に当たったフェドリーツキイ技師の名を冠してフェドリーツキイ＝ヴォーリタ・システムと呼ばれた。電動駆動装置のための特別な据え付け装置を必要とせず、電動駆動装置は浸水しても稼動する耐水性の装置であった。海軍技術委員会は、「パーミャチ・メルクーリヤ」にこの装置を搭載して試験を行うよう決定した。その結果、「パーミャチ・メルクーリヤ」に戻っていた「ヂュフロン」式操舵装置はまた「オチャーコフ」へ移されることになった。「パーミャチ・メルクーリヤ」での試験は、満足の行く成績を残した。舵柄区画には「密閉モーター」だけが設置され、残りの器具と装置は監視するのに適した電源装置の近くに設置することができた。
操舵装置や武装、その他の艤装についての設計が転々と変更がされ、工事は遅れに遅れた。1906年11月の時点でまだ武装が決定できておらず、そのため射撃管制装置も艤装できていなかった。搭載すべき蒸気艇は準備できておらず、無線装置とそれを装備する装甲付き司令塔の設計決定も遅れていた。
工事はようやく1907年に終わり、「カグール」は受領試験を受けて黒海艦隊へ配備された。工事が行われたニコラーエフから母港となるセヴァストーポリへ回航された「カグール」は、到着直後の3月25日付けで「パーミャチ・メルクーリヤ」へ改称された。同日、元の「カグール」という名が、叛乱を起こした「オチャーコフ」を改称するために転用されたためである。新しい艦名は、同日付で退役した先代の非防護巡洋艦「パーミャチ・メルクーリヤ」から受け継ぐものであった。ただ、本来の「カグール」が「パーミャチ・メルクーリヤ」になり、「オチャーコフ」が「カグール」になるという改称はいささかの混乱を齎した。特に、当時の政治上の法令などで「カグール」がどちらを指しているのか混乱が見られた。
「カグール」改め「パーミャチ・メルクーリヤ」は、「ボガトィーリ」級の中で最後から 2 番目に起工し、最後から 2 番目に竣工した艦となった。ただしこれは、 2 番目に起工した「ヴィーチャシ」が火災で焼失し、最後に起工した「オレーク」に追い越され、叛乱事件で破壊され修理が必要となった「オチャーコフ」を追い抜いた結果である。また、この結果「カグール」改め「パーミャチ・メルクーリヤ」が黒海艦隊にとって最初の防護巡洋艦となった。その配備まで、黒海艦隊は近代的な防禦システムを持った 1 等巡洋艦を 1 隻も保有しなかったのである。

### 計画
「パーミャチ・メルクーリヤ」、すなわち元の「カグール」をネームシップとする「カグール」級防護巡洋艦は、基本的にはバルト艦隊向けの「ボガトィーリ」級の同型艦であった。この「ボガトィーリ」級は「極東用の」造船計画で発注された 1 等巡洋艦で、バルト海から極東のバルト艦隊太平洋艦隊へ派遣される巡洋艦戦力の一端を担うことになっていた。
そもそも、「カグール」級の整備計画は「ボガトィーリ」級の計画とは別に着手されたものであった。1870年代後半まで、黒海の制海権は完全にオスマン帝国が握っていた。1877年から1878年にかけて行われた露土戦争に黒海艦隊は勝利を収めたが、保有する艦船の陣容はまだクリミア戦争での壊滅から立ち直ったとは絶対に言えないような状況であった。露土戦争の戦訓から導き出された「領海ならびに敵国沿岸、すなわちバルト海あるいは黒海での敵との遭遇に備えるべし」という条件と、極東での中国あるいは日本との衝突の可能性に鑑み、黒海艦隊では黒海や地中海での活動だけでなく極東派遣にも使用できるような航洋性の優れた装甲艦 8 隻と、通報高速船すなわち 2 等巡洋艦 3 隻、航洋型の水雷艇 20 隻の整備が要求された。当時、黒海艦隊は非防禦巡洋艦の「パーミャチ・メルクーリヤ」と航洋水雷艇「バトゥーム」をすでに保有していたので、1883年から1902年度の 20 ヵ年計画では装甲艦 8 隻と巡洋艦 2 隻、水雷艇 19 隻が建造されることとなった。その後、ドイツ帝国の脅威の増大に対するバルト艦隊の増強などが理由となって黒海艦隊の整備計画は一部見送られた。装甲艦の整備は進められたが、巡洋艦の整備は小型で能力の限られる水雷巡洋艦が整備された以外は、まったく手付かずのまま放置された。ようやく新しい本格的な巡洋艦が整備されることになったのは1895年度計画においてであったが、それでも整備はその 5 年後とされた。
一方、1898年に「極東用の」造船計画が認可されると早速、同年8月にドイツ帝国の造船企業ヴルカン・シュテッティン社に対して排水量 6000 t 級の 1 等防護巡洋艦が 2 種類、発注された。すなわち、「アスコーリト」と「ボガトィーリ」である。このうち、後者が特に艦隊の要求に適っていて設計も優れていると判定されたため、ロシア国内での量産化が行われることになった。「ボガトィーリ」のロシア国内建造シリーズ、すなわち「ボガトィーリ」級は、「極東用」の 2 隻以外にも、近代的な巡洋艦戦力の欠如した黒海艦隊向けにそれぞれ 2 隻が建造されることになった。この黒海艦隊向けの「ボガトィーリ」級 2 隻が、「カグール」級と呼ばれる「カグール」と「オチャーコフ」である。
竣工が日露戦争での実戦経験後となった黒海艦隊向けの「カグール」級は、その経験を反映し、戦前に建造されたバルト艦隊向けの「ボガトィーリ」級から若干の設計変更を受けていた。しかし、「ボガトィーリ」級に対して非難された設計上の欠陥は、「カグール」級もすべて受け継いでいた。それは設計者の責任というよりは、本質的に防護巡洋艦という計画思想そのものに問題があったというべきものであった。
「ボガトィーリ」級についてとりわけ批判に晒されたのが、防禦システムであった。同級は防禦システムの要として舷側装甲帯のかわりに台形の上辺ならびに左右斜辺からなる突形の装甲甲板（防禦甲板）を採用していたが、これは艦の生死に関わる重要箇所の防禦としては不安の残るものであった。また、「オレーク」の実戦経験から、居住区画の防禦が不十分なことも問題視された。ただ、こうした欠陥はこの艦級やロシアの防護巡洋艦だけに特有の欠陥というわけではなく、遍く防護巡洋艦という存在そのものの根本的な欠陥であった。ロシア語で防護巡洋艦が装甲甲板巡洋艦と呼ばれるように、装甲帯ではなく装甲甲板を装備することが防護巡洋艦の本質だったのである。当時、排水量 6000 t 級の巡洋艦が必要とされる高い速力と航続距離を稼ぐには、艦の軽量化と燃料搭載量の確保のために重厚な防禦装甲は諦めざるを得ないというのが世界的な共通理解で、さらに一昔前ならば、航洋巡洋艦には装甲などの防禦装置は一切を諦めなければならないという認識があったほどであった。1898年当時、ロシア帝国海軍技術委員会はこのクラスの巡洋艦については装甲傾斜甲板に甘んじざるを得ないと考えていた。なおかつ、海軍技術委員会は防禦システムの問題の解決については将来の「自由」に任せるとし、「ボガトィーリ」級は当初要求されていたよりも薄い防禦装甲しか得られなかった。
総合的な性能上ではむしろ、「ボガトィーリ」級は列強の同世代の防護巡洋艦に比べてまったく遜色ない性能を持っているという点で特筆された。設計時の仮想敵であった日本海軍の「高砂」型防護巡洋艦やイギリス海軍の「アラガント」級防護巡洋艦については攻撃力・速力において完全に凌駕しており、火力・防御力で敵わない装甲巡洋艦を相手にした場合にも、その速力ならば十分に逃れることができた。多数の 165 mm 砲を搭載し 23 ないし 24 kn で追撃できるフランス海軍の大型防護巡洋艦には分が悪かったが、それでも総合的に見れば致命的に劣る点があるわけではなかった。
このことは、黒海においては当面の敵はないということを意味していた。この方面における仮想敵であるオスマン帝国海軍も20世紀初頭に防護巡洋艦 3 隻を整備していたが、それらの排水量は「カグール」級の半分程度であり、速力は悪くなかったものの攻撃力において性能は明らかに劣っていた。黒海上の戦力といえばほかにルーマニア海軍とブルガリア海軍も小型の巡洋艦を保有していたが、これらはどちらかといえば黒海艦隊の保有した「クバーネツ」級航洋砲艦と同じクラスの艦であり、性能面で「カグール」級に対抗し得るものではなかった。また、両国は歴史的計からしてロシア帝国の友邦であり、仮想敵国として意識されていなかった。いずれにせよ「カグール」級は、オスマン帝国がドイツ帝国からのタービン巡洋艦を獲得するまで、黒海に常駐する最も強力な巡洋艦であった。
当初、黒海艦隊に 2 隻の巡洋艦を配備する予定であった1893年-1902年度計画の次の 20 ヵ年計画となる1903年-1922年度計画においては、 2 隻の装甲巡洋艦と 12 隻の非装甲巡洋艦が黒海艦隊向けに整備されることになった。しかし、日露戦争での敗戦とロシア第一革命の発生が、この計画を頓挫させた。多くの見直しがなされた結果、この計画が認可されたのはようやく1911年になってからのことであった。それによれば、黒海艦隊は 3 隻の戦列艦と 9 隻の艦隊水雷艇のほかに、 2 隻の「ナヒーモフ提督」級軽巡洋艦を配備するとされた。その後、さらに 2 隻の「ナヒーモフ提督」級が追加されたが、結局これらタービン巡洋艦は 1 隻もロシア帝国の黒海艦隊に配備されることはなかった。結局最後まで、1883年-1902年計画で予定された最初の 2 隻の巡洋艦、すなわち「パーミャチ・メルクーリヤ」と「カグール」が、巡洋艦としての重責をすべて負うことになったのである。

### 設計
「カグール」級には、バルト艦隊向けの「ボガトィーリ」級に搭載されたドイツ・ヴルカン式ボイラーではなくフランス・ベルヴィル式あるいはノルマン式水管ボイラーが 16 基、搭載された。これは面積 4600 m2、圧力 18 kg/cm2 のボイラーで、 19500 指示馬力の総出力を持っていた。
1909年5月に建艦監査官 A・N・クルィローフへ提出された算出書によれば、「パーミャチ・メルクーリヤ」の仕様は以下のとおりであった。石炭の大部分に当たる 650 t と淡水 210 t、兵糧と弾薬を搭載した「航海に当たる通常条件」では、喫水は船首部分で 5.3 m、船尾部分で 6.83 m、排水量は 7100 t、メタセンター高さは 0.91 m であった。これで甲板上に機雷 150 個を搭載した場合は、メタセンター高さは 0.86 m に減じた。弾薬満載、石炭 720 t、ボイラー用水 20 t、全予備品と兵糧を搭載した「通常積載」状態では、排水量は 7170 t になり、メタセンター高さは 0.87 m となった。石炭最大積載 1100 t とボイラー用水最大積載 90 t の場合、排水量は 7600 t にまで増大し、喫水は 6.9 m、メタセンター高さは 0.84 m となった。
艦橋部分には姉妹艦各艦の特徴が表れているが、操艦司令塔上の櫓状の構造物が「パーミャチ・メルクーリヤ」の特徴であった。これは同時期に建造された「エフスターフィイ」級艦隊装甲艦の同じ装置に類似した構造になっており、異なる装置を持っていたそれぞれの原型艦から共通する思想・目的で設計変更されたことがうかがえる。艦長艦橋の基本構造は、姉妹艦のすべてで共通していた。その最前部は楕円形の断面を持った戦闘司令塔になっており、防禦装甲に覆われていた。その後方は航行司令塔となっていた。就役後に、「パーミャチ・メルクーリヤ」では船首の艦長艦橋、戦闘司令塔上の櫓状の測距司令塔ならびに船尾艦橋台座上に近代的な測距儀が装備されている。一方、姉妹艦「オチャーコフ」には当初小屋形の操艦司令塔が設置されていたが、叛乱鎮圧後の修理を経た就役時には「パーミャチ・メルクーリヤ」に似た形状の測距司令塔が設置されたがすぐに撤去されて扁平な航海士司令塔だけになっており、1917年の改修工事を終えた時点で台形の構造物が設置された。バルト艦隊向けの「ボガトィーリ」級にも、就役時には小屋形の操艦司令塔が設置されていた。「オレーク」では日露戦争後にこれを撤去して円筒形の測距司令塔が設置され、「ボガトィーリ」では1917年の改修工事で撤去されるまで小屋形艦橋が残されていた。なお、その撤去後に「ボガトィーリ」には「パーミャチ・メルクーリヤ」のそれに似た測距司令塔が設置されているが、設置場所は戦闘司令塔上ではなく航行司令塔上になっている。羅針盤は、艦長艦橋と船尾艦橋の両方に設置されている。「オチャーコフ」には伝統的な朝顔形の機関・ボイラー換気帽が使用されていたが、「パーミャチ・メルクーリヤ」にはよりコンパクトな茸形の排気転向装置が使用されていた。「オチャーコフ」の換気帽も同様の形状にする改装案が提示された。朝顔形換気帽は、甲板上のスペースをより多く占有し、余計な空気抵抗を生んで速力を低下させ、船体の振動幅を増加させ、交戦時には目標物としてのシルエットを増大させるという欠点を持っており、当時すでに明らかな時代錯誤の設計であった。しかし、工事が急がされた結果、設計変更は中止された。一方、「パーミャチ・メルクーリヤ」は幾たびもの改修を経ても換気帽の形状は変更されなかった。このため、この形状がどの時期にも共通する「パーミャチ・メルクーリヤ」の特徴となっている。この換気装置は、イギリスで建造されていた「リューリク」と同様のもので、当時のスタンダードとなっていた。

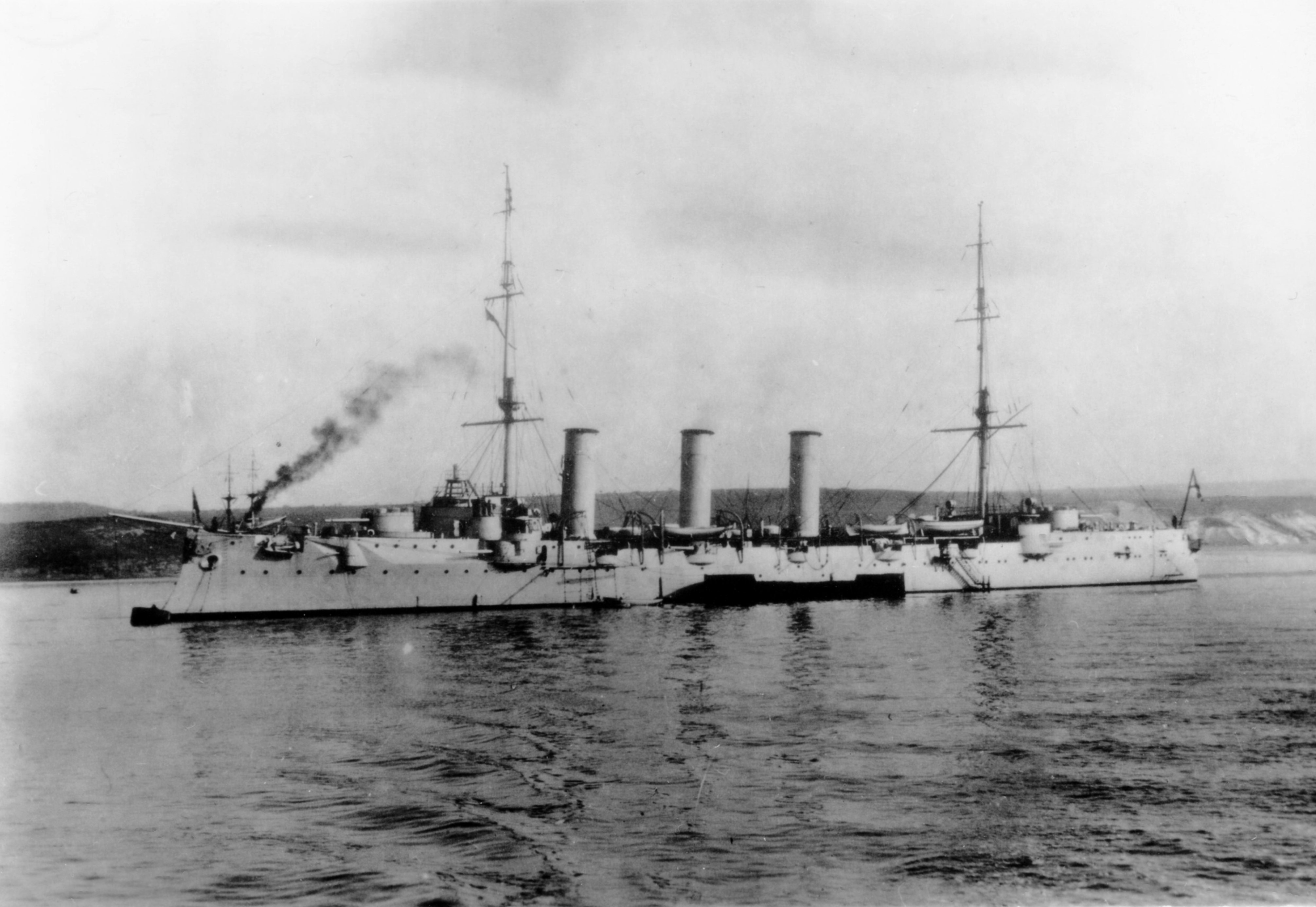
巡洋艦「パーミャチ・メルクーリヤ」。 Апальков, Ю. В. (1996), 204 с. によれば「1917年の巡洋艦『カグール』」となっているが、武装が建造当初のままとなっており、指定時期は誤りと推定される。テレフンケン式無線装置アンテナも装備されていない。

「カグール」級の主砲は、「ボガトィーリ」級と同様であった。カネー式 45 口径 152 mm 砲 12 門で、連装囲砲塔に 4 門、砲廓に 4 門、スポンソンに 4 門を装備した。囲砲塔には上部に 2 箇所、測距儀の先端が飛び出している。主砲射程は 63 鏈で、舷側装備砲については毎分 6 発、砲塔装備砲については毎分 3 発の射撃速度を持ち、砲弾数は 184 発であった。日本海軍が同じ時期に計画した 5000 t 級の「笠置」型防護巡洋艦がより強力な 203 mm 砲 2 門と小型の 120 mm 砲 10 門を混載していたのに対し「ボガトィーリ」級・「カグール」級は 152 mm 砲しか搭載しなかったが、これは海軍元帥アレクセイ・アレクサンドロヴィチ大公の命による決定であった。当初、ロシア帝国海軍技術委員会は仮想敵となる「笠置」型を念頭に同様の 203 mm 砲 2 門を搭載する案を検討していたが、アレクセイ・アレクサンドロヴィチ大公の提唱した「口径より門数を重視すべし」という方針に従い、その案を放棄した。海軍技術委員会は艦載砲の口径統一を最重視することとし、重量がかさばり門数を揃えられない 203 mm 砲の採用を中止して全門で口径を統一できるものとしては最も大きい 152 mm 砲を採用した。海軍技術委員会は、射撃速度が上回れば発射速度が遅く搭載門数も少ない大口径砲を用いた場合より発射される砲弾総量が増え、敵艦に与える損害はより大きくなると考えたのである。 A・B・アスランベゴフ提督や S・O・マカーロフ提督といった当時のロシア帝国海軍の高名な教育者は口径の大きさを重視し大口径砲の採用を提唱していたが、アレクセイ・アレクサンドロヴィチ大公は彼らの意見をまったく考慮に入れず、小口径でも搭載数で優る 152 mm 砲が、搭載数で劣る 203 mm 砲を圧倒すると考えていた。このあとでロシア帝国海軍の方針は一転した。ロシアでは「カグール」級が最後の 1 等防護巡洋艦となりそれ以降の 1 等巡洋艦はすべて装甲巡洋艦となった。次に配備した「バヤーン」は「ボガトィーリ」級の前の量産型巡洋艦「ヂアーナ」級の欠陥を補って設計された装甲巡洋艦であったが、排水量は「カグール」級とほとんど同じ 7000 t 級であったのに対して武装は 203 mm 砲 2 門と中・小口径砲を混載する設計を採用した。結局、「ボガトィーリ」級・「カグール」級の選択は不適格であった。第一次世界大戦中には、武装と速力で優る強力な敵艦に少しでも対抗できるようにするために 203 mm 砲を搭載する改修案も検討されている。
砲熕兵装について「ボガトィーリ」級から変更されたのは、対水雷艇用の速射砲であった。日露戦争で「役立たず」の烙印が押されたオチキス式 43 口径 47 mm 単砲身砲が、礼砲として用いる最低限数を除いて残らず廃止されたのである。一方、中口径砲となるカネー式 50 口径 75 mm 砲は、「カグール」級でも「ボガトィーリ」級と同じ 12 門が搭載された。当時のロシア艦船の多くに採用されたこの速射砲は 40 鏈の射程を持ち、射撃速度は毎分 8 発、砲弾数は 265 発であった。7.62 mm マキシム機関銃 4 挺が搭載された。
水雷兵装は、 6 門の 381 mm 水雷装置（魚雷発射管）が搭載された。そのうち 4 門が水上装置で、残る 2 門は水中装置であった。搭載する自走水雷（魚雷）は、合わせて 14 発であった。また、球形水雷（機雷） 35 個も搭載し、機雷敷設任務を遂行する能力を持っていた。水雷兵装には、直流発電機、 6 基の 75 cm 探照燈、対魚雷網、 2 隻の蒸気艇の水雷装備が含まれていた。一時期、巡洋艦の水雷兵装を廃止する主張もあったが、「カグール」級には結局元の設計どおりの門数が搭載されている。
このほか、通常は兵装目録に含まれないが、船首には体当たり時に効果を発揮する衝角を備えていた。衝角の先端は、喫水線より下に位置していた。
当時の例に漏れず「カグール」級には日露戦争の戦訓が取り入れられていたが、武装の根本的な改善は行うことができなかった。フランス式のカネー砲の無能さは日露戦争で露呈されていたが、当時、ロシアにはほかにもっとましな砲熕兵器が存在しなかったのである。極東帰りの士官らは口々に砲熕兵装強化の必要を説いた。
日露戦争で 2 等巡洋艦「ノヴィーク」を指揮した M・F・シューリツ 2 等佐官は1906年1月17日付けで「カグール」の艦長に任官したが、彼は 47 mm 砲は蒸気艇の武装用に 2 門残す以外は全廃し、 75 mm 砲も当初予定の 12 門のうち 6 門を廃止してかわりに 152 mm 砲 2 門と 120 mm 砲 4 門を搭載するよう提案した。それら小口径砲は、彼が経験した黄海海戦でもコルサコフ海戦でもまったく役に立たなかったのである。その後、シューリツ艦長は給炭効率の向上などの提議も行ったが、最大の関心事はやはり武装の強化であった。1907年5月の時点で、彼は 152 mm 砲を 14 門まで増強して新たに 4 門の 120 mm 砲を装備するか、第二案として 152 mm 砲 12 門と 120 mm 砲 6 門を搭載し、 75 mm 砲は 8 門、 47 mm 砲に至っては蒸気艇用の 2 門のみを残す武装案を提示していた。そのかわり、水雷兵装は重量軽減のため廃止される見通しであった。
この案であれば重量増加は許容限度に収まっており、実現可能な改善策であった。にもかかわらず、この案は実現しなかった。 L・I・サノーツキイ少将は、すでに海上公試が開始できる段階にあった「カグール」についてはとりあえず原設計に基づく武装で竣工させ、試験を行わせたのち、再検討すべしと結論付けたのである。この結論は、つまり武装変更は行われないであろうと言うことを意味した。一度に取り付けてしまった新しい武装をまた取り外すという手間を、掛けるはずはなかったのである。結局、少しでも砲撃力を改善しようと弾薬積載量は増やされた。これにより、重量にして若干の過積載が生じた。
このほか、日露戦争の戦訓により改善されたのが、通信機能と管制機能であった。まず1906年8月に、当時建造中であった艦隊装甲艦「イオアン・ズラトウースト」ならびに「エフスターフィイ」、「アンドレイ・ペルヴォズヴァーンヌイ」級について、副砲を 152 mm 砲から新式の 203 mm 砲へ変更し、装甲装置と不沈性、それに通信手段と管制手段を改善する設計変更が行われた。「カグール」にも、通信手段と管制手段について同様の設計変更が適用されることになったが、建造中の他艦に資材が流れ、さらに建造企業に対する支払いの滞りが生じたため、設計変更の実現は遅れた。最終的に通信装置の設置は艦の配備に間に合わず、テレフンケン式無線装置が艤装されたのは1909年のことであった。特徴的な格子状の無線アンテナは、前檣と大檣の上部に設置された。

### 平時の運用
黒海艦隊では、新たに配備した巡洋艦「パーミャチ・メルクーリヤ」と「カグール」をそれぞれ、前者は水雷分艦隊に、後者は戦列艦戦隊に配属した。

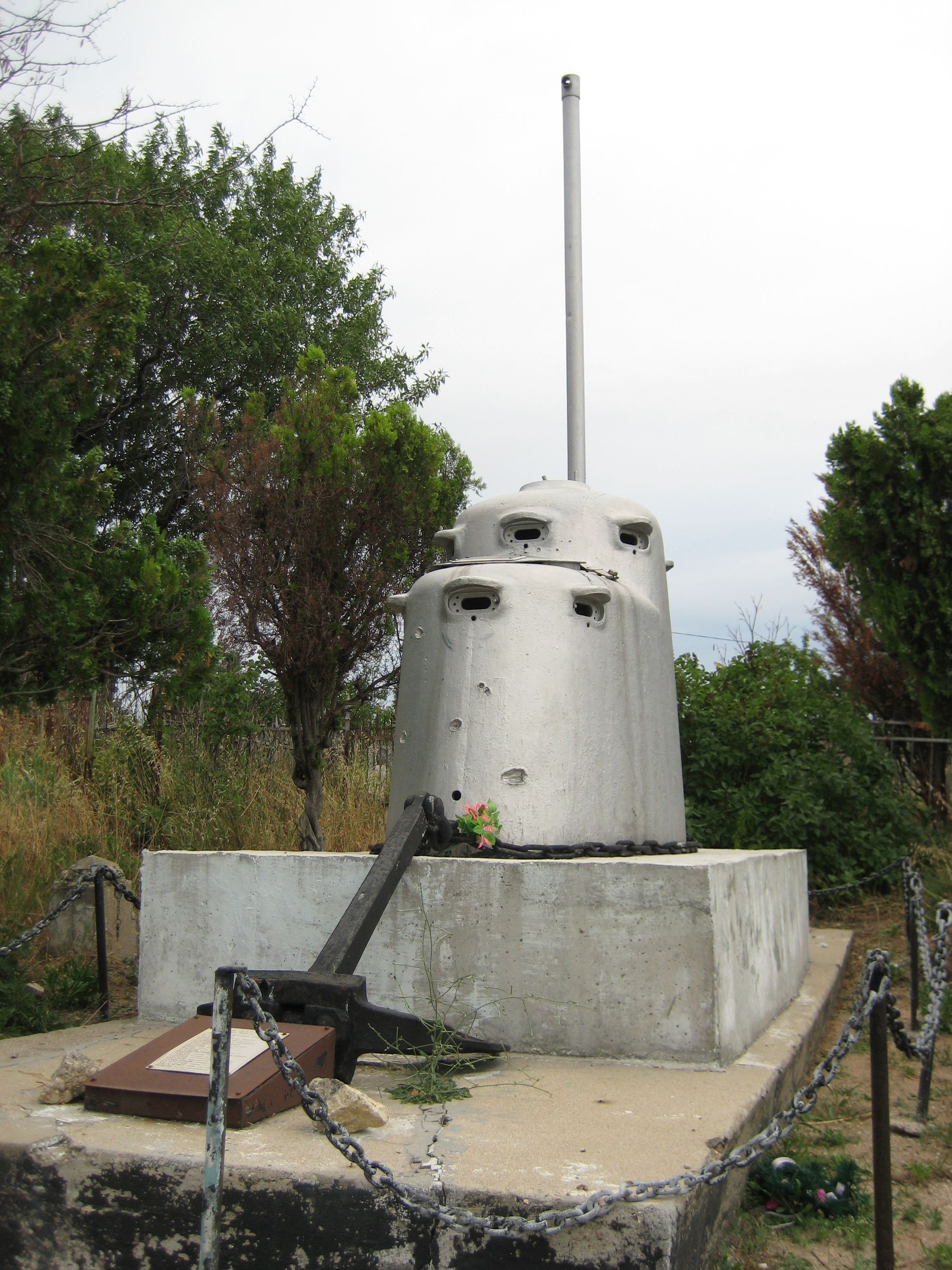
引き揚げられた潜水艦「カンバラ」の司令塔と錨は、セヴァストーポリで追悼記念碑となっている。

1909年5月29日23時27分、夜間雷撃訓練中であった黒海艦隊で衝突事故が発生した。練習艦隊の旗艦「ロスチスラフ」が潜水艦の 1 隻に衝突、これを誤って沈めてしまったのである。事故現場の近くにいた「パーミャチ・メルクーリヤ」は一人の潜水艦乗員を救出したが、彼は潜水艦「カンバラ」の指揮官 M・M・アクヴィローノフ海軍中尉であり、事故発生時には司令塔にいたが、船外に吹き飛ばされて冷たい海上を漂っているところを「パーミャチ・メルクーリヤ」に救助されたのである。彼以外に助かった者はおらず、潜水艦分遣隊長の N・M・ベールキン 2 等佐官以下、 20 名が殉職した。潜水艦は真っ二つになって、深さ 57 m の水底に沈んでいるのが確認された。この事件の責任をとって、黒海海軍長官 I・F・ボストレム海軍中将は任を外れた。
1909年12月5日にミハイル・ニコラエヴィチ大公がフランス・カンヌで没すると、ビゼルトで僚艦とともに訓練に従事していたバルト艦隊所属の巡洋艦「ボガトィーリ」が、その遺体を祖国まで送り届けるよう命が下った。オスマン帝国政府の許可の下、「ボガトィーリ」は地中海からオスマン帝国管轄のダーダネルス・ボスポラス両海峡を抜けてセヴァストーポリを訪問することになった。「パーミャチ・メルクーリヤ」と「カグール」は、「ボガトィーリ」がボスポラス海峡を抜けてセヴァストーポリに入港するまで護衛を担当した。
「パーミャチ・メルクーリヤ」では、1910年末までにようやく昇降機とレールが調整された。明けて次年度の活動が開始した1911年4月16日には、「パーミャチ・メルクーリヤ」は黒海作戦艦隊長官 V・S・サルナーフスキイ海軍中将の提督旗を掲げた戦列艦「イオアン・ズラトウースト」以下、戦列艦「ロスチスラフ」、巡洋艦「カグール」、輸送船で工作艦の「クロンシュタット」、第 5 水雷艇予備隊とともに艦隊を編成してカフカース沿岸へ向けて出港した。艦隊はノヴィ・アフォン沖で軍事演習を行った。しかし、日露戦争での精鋭の喪失と第一革命での士気の低下は深刻で、艦隊の訓練成果は辛うじて落第を免れる程度であった。艦隊は最初、 10 kn の航行速度を保つのがやっとであった。「パーミャチ・メルクーリヤ」では、 152 mm 砲の射撃訓練で以前は 57 % の命中率を記録していたのが、今次は 36 % に達するのがやっとであった。艦隊は6月7日に一旦中止され、艦船は予備役に入れられた。潜水艦沈没事故で任を外れていた I・F・ボストレム海軍中将が黒海艦隊司令官に復職すると、7月1日に訓練は再開された。7月9日には、艦隊はドナウ川河口で第 5 水雷艇隊と水雷攻撃への対処訓練を実施した。ベリベーク川河口での一連の訓練を終えた艦隊は、7月21日にオデッサへ移動し、その後ジェブリヤン投錨地に向かった。7月26日には、カーチャ川河口で夜間の水雷攻撃への対処訓練を実施した。その後。イェウパトーリヤに連泊し、さらにもう一度、水雷攻撃への対処訓練を実施した。セヴァストーポリへの帰路は、ポルト＝アルトゥールでの戦訓を元に、掃海船を先頭に立てて航海した。
8月9日には、「パーミャチ・メルクーリヤ」は黒海艦隊司令官旗を掲げた戦列艦「ロスチスラフ」以下、「イオアン・ズラトウースト」、「エフスターフィイ」、「パンテレイモン」、巡洋艦「カグール」、第 2 水雷艇隊とともにバトゥーミへ向かった。艦隊はバトゥーミへは寄港せずにアナトリア沿岸を回り、航海訓練に従事した。トラブゾン、サムスン、スィノプ、エレーリを訪問した。8月9日には、アナドルフェネリから 3 海里の海上までボスポラス海峡へ接近した。その後、艦隊はルメリアを周回してイーネアダを経由し、そこからブルガリア王国へ向かってブルガスへ投錨した。8月19日にはヴァルナを訪問し、軍ならびに市民から大きな歓迎を受けた。艦船はヨアンナ王妃の行啓を受け、士官らは郊外の宮殿、エフクシノグラトへ招かれた。
クリミアへの帰路、巡洋艦と水雷艇は 18 kn の速度で航行し、艦隊は標的を用いた射撃訓練を実施した。この航海は、艦隊にとって黒海全周にわたる、途中で補給を受ける最初の自立した航海となった。9月6日には、艦隊は海軍大臣 I・K・グリゴローヴィチ海軍中将が黒海艦隊を視察に訪れ、9月8日には、皇帝ニコライ2世の行幸を受けた。
黒海艦隊は9月にはルーマニア王国の港湾都市コンスタンツァを訪問し、ブルガリアにおけるのと同様の歓待を受けた。ルーマニア市民は戦列艦「パンテレイモン」を訪問し、見学した。帰路、艦隊は海軍大臣の診察の下、機動演習に従事したが、途中で一旦中止を余儀なくされた。9月19日、隊列の先頭を走っていた戦列艦「パンテレイモン」と、それに続いていた「エフスターフィイ」が座礁し、浸水を含む大きな損傷を負ったのである。両艦はセヴァストーポリへ引き返して修理が必要となったが、残りの艦船は演習を続行した。その引責としてボストレム海軍中将は艦隊司令官を辞任し、10月29日付けで A・A・エベルガールト海軍中将が艦隊司令官へ任官した。
1911年から1912年にかけて、黒海艦隊では再び革命運動が影を伸ばしていた。これに対し、政府は蜂起計画の容疑者を次々に逮捕したが、1912年6月から7月にかけての期間に、戦列艦「イオアン・ズラトウースト」、「エフスターフィイ」、「パンテレイモン」、「シノープ」、「トリー・スヴャチーチェリャ」、巡洋艦「カグール」ならびに「パーミャチ・メルクーリヤ」から 500 名の逮捕者を出した。

### 海戦前夜
1913年1月6日から船体のオーバーホールに入り、セヴァストーポリ港で行われた工事は1914年5月1日に完了した。この際、対水雷艇用のカネー式 50 口径 75 mm 砲が全廃され、カネー式 50 口径 75 mm 砲 16 門に武装が強化された。この 152 mm 砲の防楯は、写真で見る限りバルト艦隊の「ボガトィーリ」級に採用されたものとは別のタイプのようである。すなわち、バルト艦隊の「ボガトィーリ」級には「ジアーナ」級と同様の、砲尾部分まで延長された装甲防楯が採用されているように見えるが、黒海艦隊の「カグール」級には従来形式の短い防楯が採用されているように見える。
1914年は、ヨーロッパ中に戦争の臭いが立ち籠めていた。黒海艦隊での軍事訓練は、かつてないほど集中的で多岐にわるものとなった。4月29日には、「黒海艦隊船舶の分遣隊ごとの臨時配置」が宣言された。これまで、「パーミャチ・メルクーリヤ」と「カグール」は、水雷分艦隊と戦列艦戦隊という、異なる艦種から編成されるそれぞれの戦隊に随伴して活動することになっていたが、実際には戦隊からは独立して運用されることが多かった。そこで、この「臨時配置」で両艦は水雷分艦隊長直属の一ヶ巡洋艦半戦隊を編成することになった。その後、半戦隊には補助巡洋艦（正式には通報船）「アルマース」が加わった。巡洋艦戦隊長は、水雷分艦隊長である A・G・ポクローフスキイ海軍少将が兼任した。ポクローフスキイ海軍少将は、当初は黒海艦隊水雷分艦隊長として、海軍中将に昇格した1916年からは黒海艦隊司令官参謀長として「パーミャチ・メルクーリヤ」に乗艦した。
1914年7月28日付けで「パーミャチ・メルクーリヤ」の艦長には M・M・オストログラーツキイ 1 等佐官が任官した。「パーミャチ・メルクーリヤ」は、彼の指揮の下、世界大戦に臨むこととなる。

### 第一次世界大戦
1914年まで、「パーミャチ・メルクーリヤ」は姉妹艦「カグール」とともに黒海艦隊で最も能力の高い巡洋艦であった。しかし、その状況は一夜にして一転した。この年の7月15日に開戦した第一次世界大戦により、イギリス艦隊の追撃を逃れたドイツ帝国海軍地中海分艦隊の主力艦、大型巡洋艦「ゲーベン」と小型巡洋艦「ブレスラウ」が7月28日、ダーダネルス海峡を突破してイスタンブールへ入港、8月3日にはそれぞれ戦闘巡洋艦「ヤウズ・スルタン・セリム」、軽巡洋艦「ミディッリ」と名を変え、オスマン帝国の海軍旗を掲げたのである。両艦はともにタービン艦であり、その速力は 30 kn 近くに上り、「パーミャチ・メルクーリヤ」、「カグール」の速力を大きく凌駕した。この時点で黒海艦隊が保有した艦艇のうち、これらの艦に追いつけるのは一部の新型タービン艦隊水雷艇だけだったのである。
黒海艦隊のメンバーから「おじさん」と「甥っ子」と渾名された 2 隻のタービン巡洋艦は、黒海艦隊にとって致死的な要素となった。両艦は対ロシア開始初日から黒海艦隊の重要港湾を襲撃し、大きな衝撃を与えた。10月16日、オスマン帝国艦隊がロシア帝国諸港湾を攻撃すると、 5 隻の戦列艦と 2 隻の巡洋艦、すなわち「パーミャチ・メルクーリヤ」と「カグール」からなる黒海艦隊主力と第 1・2 艦隊水雷艇隊は敵艦隊迎撃のためセヴァストーポリから出撃した。しかし、戦果は得られなかった。

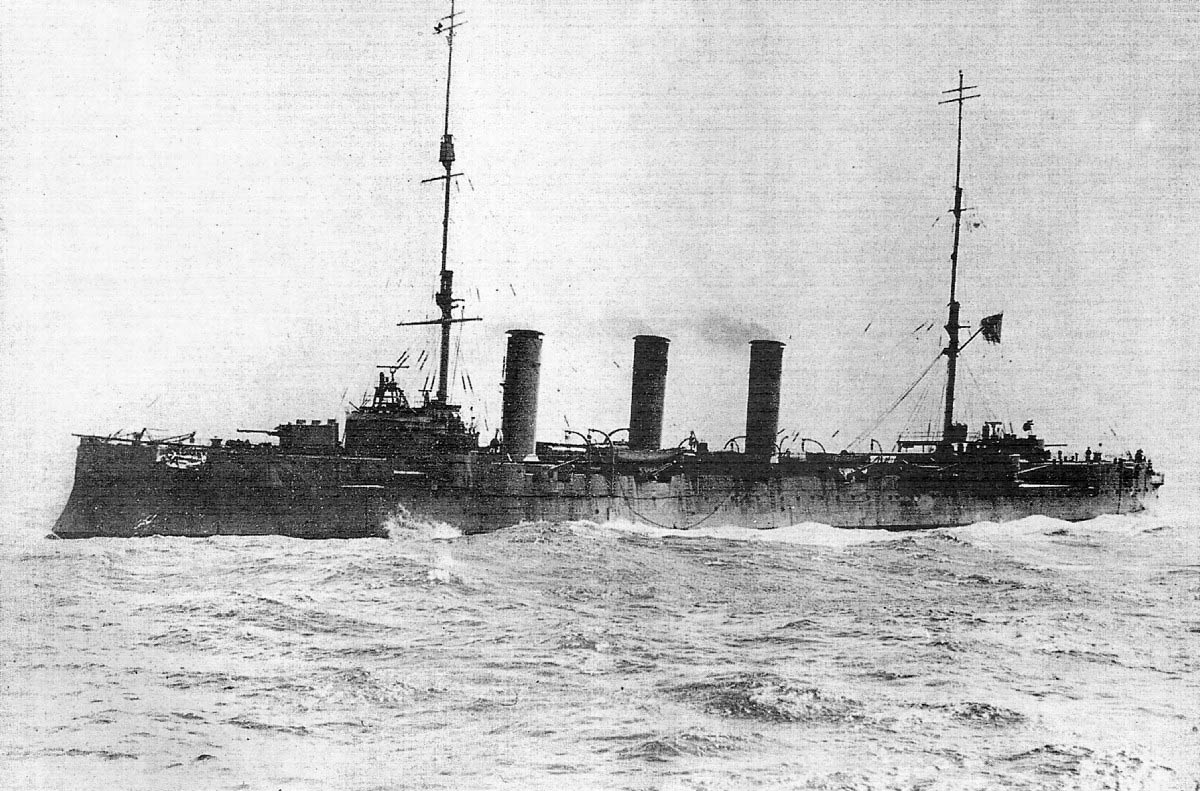
改修後の「パーミャチ・メルクーリヤ」。舷側に並ぶのは防楯の形状から 152 mm 砲であると推定され、主武装が 152 mm 砲 16 門に統一されているのがわかる。測距司令塔上には、測距儀が設置されている。

10月22日、戦艦5隻などからなるロシア艦隊が出撃した。駆逐艦がボスポラス海峡沖に機雷を敷設する一方、「カグール」と戦艦「ロスティスラブ」、駆逐艦6隻は10月24日にゾングルダクを攻撃。汽船「Beyköz」と曳船2隻を損傷させた。その後、ロシア側は4隻の船（「Nikna」、「Bahriye Amer」、「Bezm-i Alem」、「Mithat Paşa」）を沈めた。セヴァストポリ攻撃のため出撃中であったオスマン帝国の「ヤウズ・スルタン・セリム」と「ベルキ・サトヴェト」はゾングルダクにロシア艦隊出現の報を受けるとその捜索に向かったが、会敵できずに終わっている。

### サールィチ岬の海戦
その後ロシア艦隊はいったんセヴァストーポリへ戻ったが、11月2日には再びエベルガールト提督は旗艦「エフスターフィイ」以下ほぼ全艦隊、すなわち 5 隻の戦列艦と巡洋艦「パーミャチ・メルクーリヤ」ならびに「カグール」、通報船「アルマース」、第 1・2・3 艦隊水雷艇隊の合計 13 隻の艦隊水雷艇を引き連れて出撃した。艦隊はバトゥーミからギレスンを遊弋し、トラブゾンを砲撃した。艦隊主力がアナトリア沖で通商破壊作戦を遂行する一方、トラブゾンでは機雷敷設艦は機雷敷設任務を遂行した。機雷敷設艦の情報を聞いたスション提督は急遽「ヤウズ・スルタン・セリム」と「ミディッリ」をその海域へ出撃させた。個艦撃破を狙ったのである。11月5日、その出撃を知ったエベルガールト提督は、艦隊に燃料が不足しているために索敵を諦め、厳重警戒の下、セヴァストーポリへの帰港を命じた。艦隊は、巡洋艦「パーミャチ・メルクーリヤ」、通報船「アルマース」、巡洋艦「カグール」を隊列右翼から順に展開し、警戒に当たらせた。「パーミャチ・メルクーリヤ」には A・G・ポクローフスキイ海軍少将が坐乗し、その提督旗を艦上に翻らせていた。そのあとに 5 隻からなる主力艦隊が続き、 13 隻からなる水雷戦隊が殿を務めていた。このとき、ロシア艦隊の隊形は完全なものではなかった。比較的鈍足の巡洋艦は敵の急襲に晒されやすく、俊足の新型艦隊水雷艇は急速に雷撃態勢に移ることができない状態にあった。辺りには霧が掛かっており、ロシア艦隊の編み出した中央集中射撃管制戦法が使用しづらい状況にあった。ロシア艦隊の戦法では、距離 80 から 100 鏈のあいだで戦闘を行わなければならなかったが、そのためには敵艦の早期発見が不可欠であった。
最初に敵艦を発見したのは、ロシア艦隊の通報船「アルマース」であった。また、その直前、霧のために確認が取れなかったオスマン帝国の 2 隻の巡洋艦は、無線封鎖を破って通信していた。ロシア艦隊はこれを傍受した。数分後、オスマン艦隊も「アルマース」を発見し、これに向かって進路を切った。エベルガールト提督は 14 kn への増速を命じ、ロシア艦隊は戦闘隊形を取り始めた。哨戒に当たっていた巡洋艦はすぐさま所定の位置に移動を開始した。すなわち、「カグール」は隊列の先頭に、「パーミャチ・メルクーリヤ」は後尾に、「アルマース」は主力艦隊の向こう側に退避した。水雷戦隊は前進して主力艦隊の左舷に移動し、臨戦隊形を取った。
ロシア側の周到な準備にも拘らず、戦闘は事実上の一騎討ちに終始した。濃い霧と無線機の故障のため、ロシア艦隊は連携が取れなかったのである。結果は、オスマン艦隊側の「ヤウズ・スルタン・セリム」とロシア艦隊側の「エフスターフィイ」双方が損傷を受け、優速を生かしたオスマン艦隊の逃走によって終わった。
この海戦では、立ち籠める濃い霧や砲撃の硝煙によって視界が遮られて正確な射撃ができなかったことが、多数の砲弾を発射しながら決定的勝利を逃す原因となった。このことから、偵察・観測任務に使用する航空機の重要性が確認された。航空機は実際に、「ヤウズ・スルタン・セリム」が初めてセヴァストーポリ沖に現れたときからその姿を見つけることに成功していた。この航空機を艦隊に随伴させることができれば、艦隊は有力な遠眼鏡を手にすることができるのである。この要求を実現するため、戦中に各巡洋艦に水上機を搭載する試みが実行された。まず、1914年中に大至急で補助巡洋艦「皇帝ニコライ1世」と「皇帝アレクサンドル1世」が、それぞれ 5 ないし 6 機の水上機を搭載する航空機輸送艦へ改装された。「カグール」と「パーミャチ・メルクーリヤ」には、それぞれ 2 機の水上機が搭載できるようになった。「アルマース」には 1 機が搭載され、後年大規模な改装工事を経て航空機輸送艦になった。

### 1914年冬の戦役
第一次世界大戦中、「パーミャチ・メルクーリヤ」が最も活躍したのは、通商破壊作戦や偵察任務、敵国であるオスマン帝国の封鎖任務であった。また、威力偵察部隊や機雷敷設艦船の護衛任務、そして主力艦戦隊の対潜防衛任務にも従事した。緒戦において、「パーミャチ・メルクーリヤ」は姉妹艦「カグール」と偵察・観測・・爆撃用途の水上機を搭載した通報船「アルマース」とともに、 5 隻の戦列艦からなる戦隊の「目」となり、黒海艦隊主力を形成した。終始黒海艦隊にとっては唯一のまともな巡洋艦であった「パーミャチ・メルクーリヤ」と「カグール」は、大戦中 2 度にわたってオスマン帝国の巡洋艦「ミディッリ」追撃戦を演じ、あと一歩のところまで追い詰めた。
第一次世界大戦の開戦によって高まった空からの脅威に対抗するため、改造されたカネー式 50 口径 75 mm 砲が高角砲として 4 門搭載された。この高角砲には、この年の秋に生産が開始されたばかりのメールレル式砲架が採用されていた。
11月19日から11月21日にかけて、黒海艦隊主力はアナトリア沖を遊弋した。11月28日から12月2日にかけても、黒海艦隊主力はアナトリア沖を遊弋した。
12月7日には、機雷敷設艦「クセーニヤ大公妃」、「ゲオルギー皇太子」、「アレクセイ大公」、それに第 3 艦隊水雷艇隊の艦隊水雷艇が、　5 隻の戦列艦、巡洋艦「パーミャチ・メルクーリヤ」ならびに「カグール」、第 1・2 艦隊水雷艇隊の護衛の下、セヴァストーポリを出港した。機雷敷設艦はボスポラス海峡口から 70 海里の海上に 617 個の機雷を敷設した。そのうち 18 ないし 23 個の機雷は、敷設中に暴発した。艦隊は、12月10日にセヴァストーポリへ向かって航海を開始した。この日の9時近くに、通報船「アルマース」と第 6 水雷艇隊、蒸気船「オレーク」、「イストーク」、「アートス」、「エールナ」が艦隊に合流した。蒸気船は、ゾングルダク港内に沈めて艦船の通行を阻害するための石製バラストを搭載していた。12月11日にはゾングルダク沖で封鎖任務を帯びた分遣隊が戦列艦「ロスチスラフ」を頭に分派されたが、夜間の悪天候のため艦船は散り散りになってしまった。分遣隊はオスマン帝国の巡洋艦「ミディッリ」に発見され、砲撃を受けた。11日の夜明け、「アートス」は「ミディッリ」の砲撃を受けて乗員によって沈められ、乗員は「ミディッリ」の捕虜となった。朝のうちに分遣隊は「ロスチスラフ」に集まり、第 6 水雷艇隊を先頭に改めて作戦行動に入った。分遣隊は午前9時30分近くにゾングルダクへ接近したが、不意に 4 基の砲台に発見された。「ヤウズ・スルタン・セリム」との遭遇を恐れた蒸気船は自沈し、作戦は頓挫された。分遣隊はセヴァストーポリへ戻るため主隊との合流を命ぜられた。艦隊はその後11日から12日にかけて、執拗に「ミディッリ」を追撃した。「ミディッリ」はセヴァストーポリへ接近し、主力艦隊と分かれていた第 6 水雷艇隊に砲撃を加えたが、命中しなかった。主力艦隊は「パーミャチ・メルクーリヤ」と「カグール」、それに水雷艇を前方へ繰り出しつつ「ミディッリ」に接近し、およし 100 鏈の距離から戦列艦「エフスターフィイ」、「イオアン・ズラトウースト」、「パンテレイモン」が数回の砲撃を加えた。砲弾はやや目標へ届かず、その隙に「ミディッリ」は撤退した。
第一次世界大戦緒戦において、水雷分艦隊の艦隊水雷艇と巡洋艦はほとんどいつも互いに依存関係にあったが、その他の部隊とも協同作戦に当たる必要が生じた。そのため、1914年12月15日から「戦時の」水雷分艦隊は、ふたつの独立した、艦隊司令官に直属する巡洋艦戦隊と水雷艇戦隊に分割された。この巡洋艦戦隊には、旗艦「パーミャチ・メルクーリヤ」、「カグール」、 3 隻の補助巡洋艦、すなわち通報船「アルマース」と「皇帝ニコライ1世」、「皇帝アレクサンドル1世」から構成された。これら巡洋艦は、戦争全期を通じて、船団護衛や偵察・襲撃任務でつねに協同で任務に当たった。
オスマン帝国の軍部隊輸送船団すべてがイスタンブールから黒海へ送り込まれるという情報があり、12月21日には 5 隻の戦列艦、巡洋艦「パーミャチ・メルクーリヤ」ならびに「カグール」、「アルマース」、 10 隻の艦隊水雷艇をケレンペ岬とトラペゼにかけてのオスマン帝国沿岸部でその船団に対する襲撃作戦のため、セヴァストーポリから出撃した。しかし、これは誤報であり、艦隊はこの海域では敵船を見つけることができずに、翌22日にはセヴァストーポリへ向かう帰路に就いた。同日正午近く、斥候任務に就いていた「パーミャチ・メルクーリヤ」はスィノプ沖西方でオスマン帝国の巡洋艦「ハミディイェ」を発見した。「パーミャチ・メルクーリヤ」は、麾下の艦隊水雷艇「グネーヴヌイ」、「ヂェールスキイ」、「ベスポコーイヌイ」、「プロンジーチェリヌイ」とともにこれを追撃し、残る艦隊も全速力でこれに続いた。両者のあいだに砲火が交わされた。「パーミャチ・メルクーリヤ」は「ハミディイェ」を半ノット上回る速度でこれを追い駆けたが、機関部に損傷を受けて減速、悪天候のためもあって16時近くには追撃を中止した。戦闘中、「パーミャチ・メルクーリヤ」ならびに艦隊水雷艇は「ハミディイェ」へ命中弾を与えた。一方、「ヂェールスキイ」も敵弾を受け、船尾砲が完全に破壊され死傷者が出た。
海戦が発生したのと同じ日、「パーミャチ・メルクーリヤ」と艦隊水雷艇は、石油を積載しイタリア国籍旗を掲げてイスタンブールへ向かっていた排水量 759 t の蒸気船「マリア・ロセッタ」を拿捕した。「マリア・ロセッタ」は検査のあと、「グネーヴヌイ」の雷撃によって撃沈された。ロシア艦船によって「マリア・ロセッタ」からは 9 名が引き揚げられ、残りは救命ボートで岸へ逃れた。ロシア艦隊は、12月23日に任務を終了した。
12月24日には、スィノプ沖から逃れた「ハミディイェ」が、カフカース沿岸沖を「ミディッリ」を伴って航行しているという情報がロシア艦隊へ齎された。哨戒に当たっていた巡洋艦「カグール」から斥候任務に就くよう要請する信号を受信した「パーミャチ・メルクーリヤ」は、艦隊の前方へ繰り出して任務に就いた。同日20時近く、ロシア艦隊は暗闇の中で縦列を組んで進む「ミディッリ」ならびに「ハミディイェ」と遭遇した。両艦は砲撃を開始、ロシア艦隊も応戦した。「パーミャチ・メルクーリヤ」の二度目の斉射が、「ハミディイェ」の探照燈を叩き落した。両オスマン帝国巡洋艦は回頭し、砲撃を続けながら暗闇の中へ姿をくらました。巡洋艦隊の戦闘を支援した「エフスターフィイ」は、敵弾を浴びて主砲塔に損傷を受けた。その後、ロシア艦隊はアナトリア沖を巡回し、艦隊水雷艇は沿岸域に接近して諸湾を観察した。スィノプからリゼまでの海域で、ロシア艦隊は 50 隻近くの艀と帆船を撃沈した。艦隊は、12月29日にセヴァストーポリへ帰港した。

### 1915年の戦役

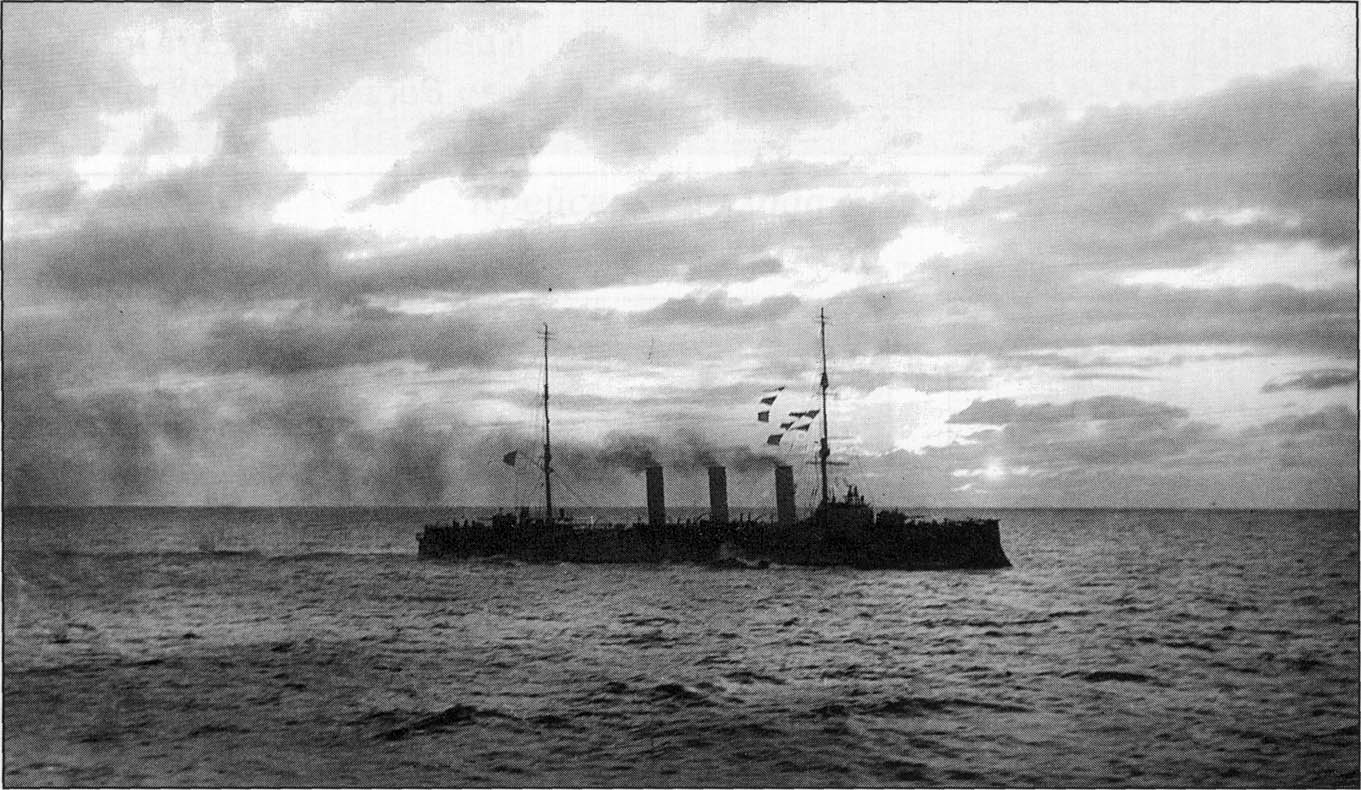
航行中の巡洋艦「パーミャチ・メルクーリヤ」。

年明け1915年1月1日には、 5 隻の戦列艦、巡洋艦「パーミャチ・メルクーリヤ」ならびに「カグール」、「アルマース」、艦隊水雷艇「レイテナーント・ザツァリョーンヌイ」、「カピターン・サーケン」、「カピターン＝レイテナーント・バラーノフ」からなる黒海艦隊主力は、オスマン帝国の輸送船襲撃作戦遂行のため出撃した。艦隊は、トラペゼからケレンペ岬にかけての沿岸域で作戦を遂行した。艦隊水雷艇がスィノプに停泊していた蒸気船「ゲオルギオス」と 3 隻の帆船を撃沈したが、艦隊はそれ以外の船を見つけることはできなかった。1月6日には、セヴァストーポリへ帰港した。
1月11日には、 5 隻の戦列艦、巡洋艦「パーミャチ・メルクーリヤ」ならびに「カグール」、「アルマース」、 10 隻からなる第 3・4・5 艦隊水雷艇隊は、アナトリア東域を封鎖するため出撃した。悪天候のため艦隊水雷艇はセヴァストーポリへ引き返したが、主力艦隊は1月12日朝にはセヴァストーポリから派遣された艦隊水雷艇「ベスポコーイヌイ」および「プロンジーチェリヌイ」と合流した。両艦はスィノプへ向かうところであり、その後岸に沿って西へ進む予定であった。艦隊は 1 隻も敵船を見つけることができないままイネボルにまで達し、同地の子午線で引き返した。その後、ホパ沖に「ミディッリ」が出現したという情報があったため、バトゥーミに進路を取った。通報船「アルマース」は、石炭の不足によりセヴァストーポリへ引き返した。深夜、無線通信によって敵巡洋艦隊が接近していることが知らされた。1月14日朝、ロシア艦隊はオスマン帝国の巡洋艦「ミディッリ」ならびに「ハミディイェ」と遭遇した。斥候任務に当たっていた「パーミャチ・メルクーリヤ」と「カグール」は、速力に劣る「ハミディイェ」への追撃戦を開始した。追撃は8時から16時まで続けられたが、日暮れが近付いてきたため中止された。この追撃戦により、オスマン帝国軍司令部は「ミディッリ」と「ハミディイェ」の共同運用を諦めざるを得なくなった。「ハミディイェ」では、ロシアの巡洋艦から逃れるのは困難だったからである。艦隊水雷艇「プロンジーチェリヌイ」と「ベスポコーイヌイ」を燃料補給のためセヴァストーポリへ帰してしまったため、1月15日深夜にはロシア艦隊は 1 隻の艦隊水雷艇も持たないままケレンペ岬沖を南西へ向かって進んでいた。「パーミャチ・メルクーリヤ」ならびに「カグール」はオスマン帝国の沿岸部をアマスラまで進み、艦隊はそこから引き返した。夕暮れとともに、艦隊はセヴァストーポリへ向かった。艦隊は、1月16日にセヴァストーポリへ帰港した。
1月17日には、 5 隻の戦列艦、巡洋艦「パーミャチ・メルクーリヤ」ならびに「カグール」、「アルマース」からなる黒海艦隊主力は、アナトリア東域封鎖のため出撃した。巡洋艦隊はバトゥーミからサムソンまでの沿海域を遊弋し、1月19日未明に戦列艦隊の掩護の下、第 1・2 艦隊水雷艇隊の艦隊水雷艇 6 隻と合流した。これと並行してラズィスタン沿岸域で恒常的監視任務と現地駐留のために、第 5 艦隊水雷艇隊所属の 4 隻の艦隊水雷艇がバトゥーミへ派遣された。この作戦では、軍需物資を輸送していた蒸気船と、 50 隻の帆船を撃沈した。艦隊は、1月22日に帰港した。
1月23日からも、 5 隻の戦列艦、巡洋艦「パーミャチ・メルクーリヤ」ならびに「カグール」、「アルマース」からなる黒海艦隊主力はオスマン帝国沿海域での封鎖作戦に従事した。艦隊はトラブゾンへ向けて出港し、バトゥーミに駐留していた艦隊水雷艇にも合流命令が下された。沿海息において巡洋艦隊と艦隊水雷艇隊は 50 ないし 60 隻の帆船を撃沈し、トラブゾンを砲撃、そこに停泊していた軍需輸送船「アクデニズ」を撃沈、また兵糧と防寒用軍装品を輸送中の蒸気船「ブルサ」をイエロス岬沖の子午線上に発見し、これも撃沈した。
1月30日にも、 5 隻の戦列艦、巡洋艦「パーミャチ・メルクーリヤ」ならびに「カグール」、「アルマース」からなる黒海艦隊主力は第 1・2 艦隊水雷艇隊の 6 隻の艦隊水雷艇とともにアナトリア東域での襲撃作戦のため出撃した。この作戦では、 14 隻の帆船を撃沈した。艦隊は、2月7日に帰港した。
2月22日には、 5 隻の戦列艦、巡洋艦「パーミャチ・メルクーリヤ」ならびに「カグール」、「アルマース」、 6 隻の艦隊水雷艇、機雷敷設艦「クセーニヤ大公妃」、「コンスタンチン大公」、「ゲオルギー皇太子」、「アレクセイ大公」、 2 隻の航洋掃海艦がセヴァストーポリから出港した。戦列艦隊はゾングルダク、コズル、キリムリの沿岸目標を砲撃したが、これに並行して「パーミャチ・メルクーリヤ」と「カグール」はエレーリ投錨地に停泊中の小型の蒸気船と 3 本マストの帆船を合わせて 7 隻撃沈した。作戦は、2月25日まで続けられた。
続いて2月26日には、 5 隻の戦列艦、巡洋艦「パーミャチ・メルクーリヤ」、 4 機の水上機を搭載した水上機輸送艦「ニコライ1世」、艦隊水雷艇「グネーヴヌイ」、「プロンジーチェリヌイ」、「ヂェールスキイ」は、ルメリア沿岸への襲撃作戦のため出撃した。作戦は、3月1日まで続けられた。
3月5日には、 5 隻の戦列艦、巡洋艦「パーミャチ・メルクーリヤ」および「カグール」、水上機輸送艦「ニコライ1世」は、艦隊水雷艇「ジュートキイ」、「ジヴーチイ」、「レイテナーント・プーシチン」、「ザヴィードヌイ」、「ザヴェートヌイ」、「グネーヴヌイ」、「プロンジーチェリヌイ」、機雷敷設艦「クセーニヤ大公妃」、それに掃海艦を伴って出撃、ボスポラス海域で襲撃作戦を実行した。その際、巡洋艦「ミディッリ」との戦闘が発生した。艦隊は、3月8日に帰港した。

### ボスポラスの戦い
1915年3月14日には史上初のボスポラス砲撃を行うために主力艦隊が出撃したが、「パーミャチ・メルクーリヤ」と「カグール」はこれに先立つ3月13日にセヴァストーポリを出撃し、ブルガリアならびにルーマニア沿海域での偵察任務を遂行した。両艦は、3月15日に主力艦隊に合流した。3月17日には、「パーミャチ・メルクーリヤ」は艦隊水雷艇「ズヴォーンキイ」、「ゾールキイ」、「ザヴェートヌイ」とともにコズルを砲撃した。その後、「パーミャチ・メルクーリヤ」は 5 機の水上機を搭載した水上機輸送艦「ニコライ1世」を伴ってゾングルダクを砲撃した。
3月20日、オスマン帝国の巡洋艦「ミディッリ」はセヴァストーポリ沖で「ヤウズ・スルタン・セリム」と合流すべしという指示を受け、スィノプ湾から出撃した。しかし、オスマン帝国の計画は失敗した。両艦の合流を支援するためにオデッサを砲撃して牽制する手はずになっていた巡洋艦「メジディイェ」が触雷のため味方によって撃沈され、計画は中止となったのである。これを受けて帰港しようとする「ヤウズ・スルタン・セリム」ならびに「ミディッリ」はその途上、砂糖を輸送中であったロシアの蒸気船「ヴォストーチュナヤ・ズヴェズダー」と「プロヴィデーント」を沈めたが、逆に水上機輸送艦「ニコライ1世」から飛び立った水上偵察機によって発見されてしまった。発見の報を受けて、3月21日には戦列艦 5 隻と巡洋艦「パーミャチ・メルクーリヤ」ならびに「カグール」からなる黒海艦隊主力と海洋掃海艦 4 隻、補助巡洋艦 1 隻がボスポラス方面へ出撃した。第 1・4・5 艦隊水雷艇隊の 8 隻の艦隊水雷艇はそれより前に敵艦を求めて出撃していた。「ミディッリ」は、これを撃退しようと猛反撃を加えた。「パーミャチ・メルクーリヤ」が駆けつけるのを見て「ヤウズ・スルタン・セリム」は回頭、距離 130 鏈から巡洋艦に向けて主砲の火蓋を切った。しかし、弾丸は「パーミャチ・メルクーリヤ」まで達しなかった。ロシア艦隊は、砲熕ならびに魚雷兵装を用いてオスマン帝国艦を攻撃した。その間に接近するロシアの主力艦隊を見つけた「ヤウズ・スルタン・セリム」は、今度は戦列艦へ向けて、射程外から砲撃を開始した。そして、南方へ逃走を開始した。「ミディッリ」はロシア艦隊から距離 100 鏈まで接近したが、「パンテレイモン」が砲撃を開始したため全速で南方へ逃げ出した。ロシア艦隊は掃海艦をセヴァストーポリへ帰し、日暮れまで敵艦隊を追撃した。「ノヴィーク」級艦隊水雷艇は夜間も「ヤウズ・スルタン・セリム」の捜索を続けたが、「ヤウズ・スルタン・セリム」はボスポラス海峡へ逃げ込み、無事に母港イスタンブールへ帰陣した。
4月18日にもボスポラス砲撃を行う主力艦隊に随伴してボスポラス海峡へ向かった。艦隊は、戦列艦 5 隻と巡洋艦「パーミャチ・メルクーリヤ」と「カグール」、通報船「アルマース」、水上機輸送船「ニコライ1世」、艦隊水雷艇 8 隻、海洋掃海艦 4 隻からなっていた。「パーミャチ・メルクーリヤ」は「カグール」とともに石炭地区の港湾を偵察し、発見したオスマン帝国船を殲滅するよう命を受けた。4月19日には、両艦はコズル地区に停泊している蒸気船「ネカト」を発見し、砲撃を加えて撃沈した。また、洋上で帆船 1 隻を撃沈した。日暮れに合わせて、両巡洋艦は艦隊に合流した。4月21日朝方には、艦隊はルメリア沿海域に接近した。戦列艦「ロスチスラフ」、巡洋艦「パーミャチ・メルクーリヤ」ならびに通報船「アルマース」は、掃海艦に先導されて沿岸部に接近し、イーネアダ地区を砲撃した。この作戦の中で「パーミャチ・メルクーリヤ」は「カグール」や艦隊水雷艇と協力してオスマン帝国の海上航路を破壊し、石炭の輸送システムを崩壊させた。艦隊は、4月22日に帰港した。
一方、オスマン帝国側では主力の「ヤウズ・スルタン・セリム」が1914年12月13日にロシア側の機雷によって損傷を負い、オスマン帝国内に使用できる船渠がなかったがために修理を受けられない状況が続いていた。「ヤウズ・スルタン・セリム」はそれでも幾度となく黒海上への出撃を繰り返し、戦果も挙げた。修理工事は1915年4月18日にようやく完了し、巡洋艦「ミディッリ」と「ハミディイェ」を従えて出撃した。一方、「ヤウズ・スルタン・セリム」の完全復帰を知らないロシア艦隊は、4月24日に従前どおりの仕度で、すでに日課となりつつあるセヴァストーポリからボスポラス海峡口へ向けて出港した。通商破壊を繰り返すロシア艦隊を撃破するため、4月25日、スション提督に代わってリヒャルト・アッカーマン海軍大佐が指揮を採る「ヤウズ・スルタン・セリム」に出撃命令が下った。
4月26日には、「パーミャチ・メルクーリヤ」はエレーリを襲い、 2 隻の蒸気船と 27 隻の帆船を撃沈した。これと並行して艦隊水雷艇も港湾砲撃と通商破壊を行った。この攻撃的な作戦行動の結果、開戦以降オスマン帝国は保有した輸送船の 3 分の 1 を喪失した。
一方、「ヤウズ・スルタン・セリム」は駆逐艦「ヌムーネイ・ハミイェト」からの通報でロシア艦隊を撃滅すべく出撃した。何も知らないエベルガールト提督は、ボスポラス堡塁砲撃に備えて艦隊を分散させた。これにより、ロシア艦隊は強力な「ヤウズ・スルタン・セリム」によって容易に個艦撃破され得る隊形になってしまった。
N・S・プチャーチン海軍少将の指揮の下、戦列艦「トリー・スヴャチーチェリャ」と「パンテレイモン」が砲撃を行うあいだ、「パーミャチ・メルクーリヤ」と「カグール」はいつもどおり洋上で警戒任務についていた。 7 時近く、石炭輸送帆船を撃沈した「パーミャチ・メルクーリヤ」は洋上に「大きな煙」を発見した。「ヤウズ・スルタン・セリム」である。ポクローフスキイ海軍少将は速やかに恐るべき「おじ」の発見をエベルガールト司令官に通報し、自艦を旗艦「エフスターフィイ」との合流に向けて走り出させた。
自ら散り散りになっていたロシア艦隊は、終結する時間を稼ぐことができなかった。やむをえずプチャーチン提督が「トリー・スヴャチーチェリャ」と「パンテレイモン」の撤収を急がせる一方、沖合いに待機していた旗艦「エフスターフィイ」と「イオアン・ズラトウースト」は7時35分、「ロスチスラフ」をかばって 2 隻のみで「ヤウズ・スルタン・セリム」への砲撃を開始した。「ヤウズ・スルタン・セリム」の砲術は巧みであったが、ロシア艦にとっては幸運なことに、命中弾は出なかった。双方有効打が得られないまま戦闘が長期化する中で、駆け戻った「パンテレイモン」が戦闘に加わった。「ヤウズ・スルタン・セリム」は命中弾を得、アッカーマン大佐は撤収を決意した。ロシア艦隊は、4月26日に帰港した。

### 1915年下半期の戦役

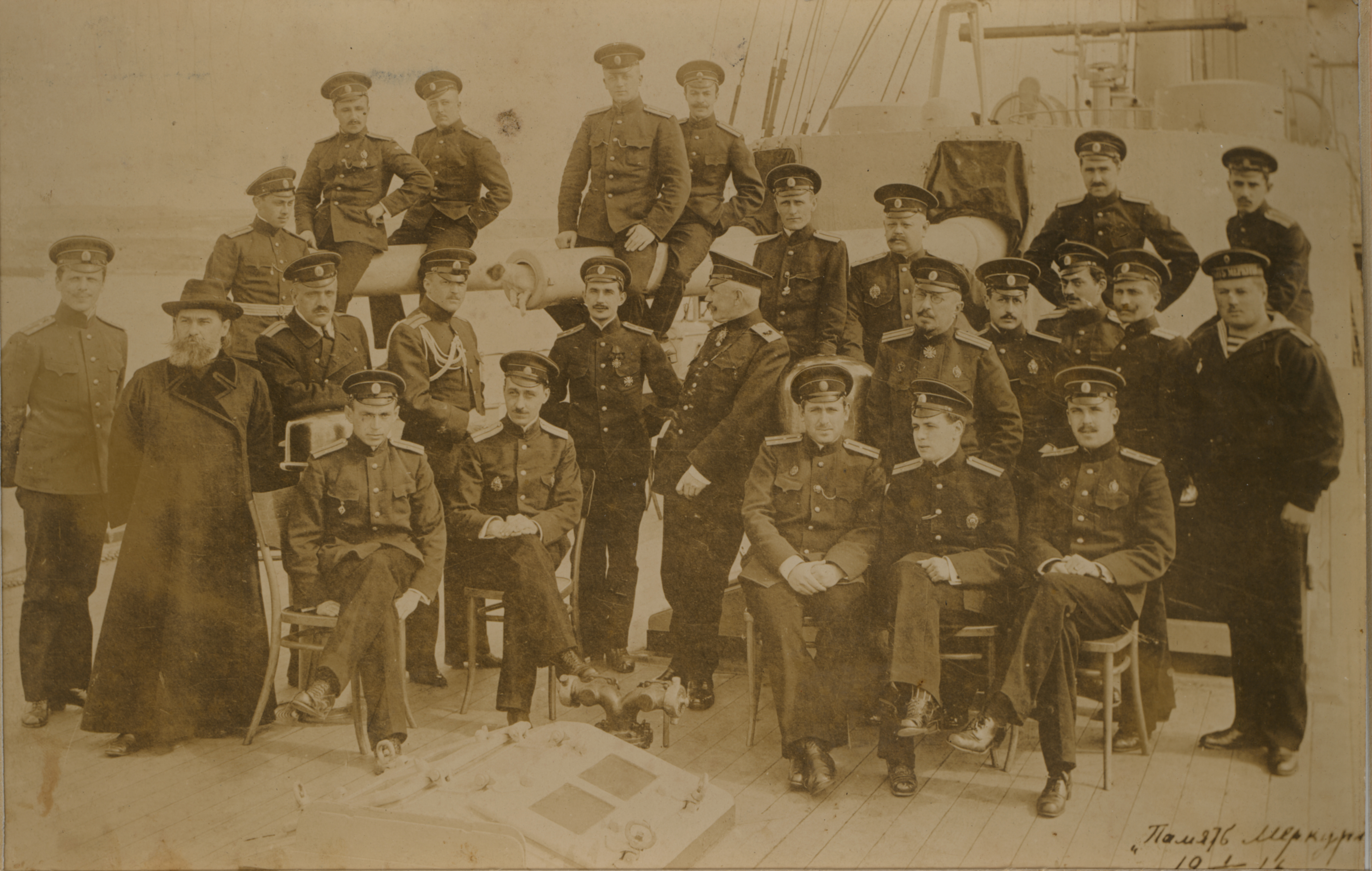
1915年か1916年の4月から5月の期間に撮影された「パーミャチ・メルクーリヤ」の士官らの写真。中央横向きの人物が A・G・ポクローフスキイ海軍少将で、その横の鼻眼鏡の人物が艦長の M・M・オストログラーツキイ 1 等佐官。砲口から子犬が顔を出しているが、その犬の鼻先にいるのがポクローフスキイ海軍少将の艦隊副官長である A・P・ルキーン海軍少佐。主砲塔の後ろには測距儀が設置されている。

1915年5月24日から5月27日にかけて、黒海艦隊主力と 14 隻の艦隊水雷艇はゾングルダク沿岸域において作戦行動を取った。艦隊は沿岸部を砲撃し、通商路を妨害した。 2 隻の蒸気船と 8 隻の帆船を撃沈し、艦隊は帰港した。
7月4日から7月6日にかけて、「パーミャチ・メルクーリヤ」は「カグール」とともにゾングルダク石炭地区の沿岸部への砲撃を行った。同様に、7月27日から7月29日にかけても、石炭地区への砲撃を行った。
8月23日から9月3日にかけて、黒海艦隊主力は新しく竣工した弩級戦列艦「インペラトリーツァ・マリーヤ」をニコラーエフからセヴァストーポリまで護衛した。この新しい弩級戦列艦の配備により、9月には黒海艦隊では 3 つの機動群が編成された。第 1 群は戦列艦「インペラトリーツァ・マリーヤ」と巡洋艦「カグール」、第 2 群は戦列艦「インペラトリーツァ・エカチェリーナ・ヴェリーカヤ」と巡洋艦「パーミャチ・メルクーリヤ」、第 3 群には戦列艦「エフスターフィイ」と「イオアン・ズラトウースト」、それに「パンテレイモン」が編入された。第 1 群と第 2 群からは黒海艦隊第 1 戦隊が編成され、黒海艦隊第 3 群は第 2 戦隊とされた。
1915年9月17日から9月19日にかけて、第 2 戦隊の戦列艦は巡洋艦「パーミャチ・メルクーリヤ」、通報船「アルマース」、それに 7 隻の艦隊水雷艇とともに石炭地区の沿岸目標を砲撃した。第 1 群と 5 隻の艦隊水雷艇が、これを掩護した。
10月7日から10月9日にかけて、第 2 戦隊の戦列艦と巡洋艦「パーミャチ・メルクーリヤ」および「カグール」、 10 隻の艦隊水雷艇、記載敷設艦「クセーニヤ大公妃」、「コンスタンチン大公」、「ゲオルギー皇太子」は、戦列艦「インペラトリーツァ・マリーヤ」の掩護の下、ヴァルナとエフクシノグラトを砲撃した。
続いて10月10日から10月12日にかけて、戦列艦「インペラトリーツァ・マリーヤ」は巡洋艦「パーミャチ・メルクーリヤ」、艦隊水雷艇「レイテナーント・シェスタコーフ」、「カピターン・サーケン」、「カピターン＝レイテナーント・バラーノフ」、「レイテナーント・ザツァリョーンヌイ」、「ヂェールスキイ」、「ベスポコーイヌイ」、「グネーヴヌイ」とともにゾングルダクを砲撃、 2 隻の石炭輸送スクーナーを撃沈した。
1915年11月18日から翌1916年1月27日にかけて、各機動群は 6 度の出撃を記録した。オスマン帝国沿岸域において通商路を妨害し、 23 日間の連続海上滞在日数も記録した。

### トラブゾンの戦い
1916年1月23日から4月5日にかけての期間は、断続的にコンスタンツァの石油貯蔵所や港湾施設への砲撃任務を遂行した。
2月1日から2月4日にかけてバトゥーミ分遣隊がヴィヅェのカフカース戦線を支援するために艦砲射撃を実施したが、第 2 機動群はこれを掩護した。
2月15日から2月20日にかけてバトゥーミ分遣隊ならびに戦列艦「ロスチスラフ」がアティナへの戦略揚陸部隊の上陸作戦に従事した際、第 1・2 機動群は交替でこれを掩護した。
2月25日、第 2 機動群はヴァルナ砲撃を試みた。しかし、作戦中に艦隊水雷艇「レイテナーント・プーシチン」が触雷沈没したことで、作戦は中止となった。
3月13日から4月4日にかけては、第 1 戦列艦戦隊と巡洋艦「カグール」および「パーミャチ・メルクーリヤ」、それに「プルート」、水上機輸送艦「アルマース」、「アレクサンドル1世」、「ニコライ1世」、艦隊に所属する艦隊水雷艇の事実上すべては、ノヴォロシースクからリゼまで、クバーニ・コサック軍の第 1 プラストゥーン旅団ならびに第 2 プラストゥーン旅団を輸送する任務に就いた。
1916年4月には、第 2 戦列艦戦隊と巡洋艦「パーミャチ・メルクーリヤ」、「アルマース」、第 5 艦隊水雷艇隊は臨時でバトゥーミに基地を移した。
4月29日から5月22日にかけて、第 1・2 機動群は第 123・127 歩兵師団をマリウーポリからトラブゾン東方のカヴァタ湾へ輸送した。

### 1916年下半期の戦役
6月21日から6月24日にかけて、第 1・2 機動群は「ヤウズ・スルタン・セリム」と「ミディッリ」をボスポラス海峡口にて迎撃した。
8月14日から8月17日にかけて、第 1・2 機動群は機雷敷設任務を行う 3 隻の機雷敷設艦を掩護した。機雷敷設艦は、 400 個の機雷をコンスタンツァ沖に敷設した。
10月17日から10月23日にかけては、巡洋艦「パーミャチ・メルクーリヤ」は艦隊水雷艇「ブィーストルイ」、「ポスペーシュヌイ」、「プロンジーチェリヌイ」とともにコンスタンツァの石油貯蔵所を砲撃した。これにより、 37 ある石油タンクのうち 15 基が炎上した。
10月25日と11月6日には、「エリピヂフォール」級掃海船の第 234 号掃海船がヴァルナ沖で機雷敷設作戦を実施した。この 2 回の作戦によってヴァルナ沖に合計 440 個の機雷が敷設されたが、「パーミャチ・メルクーリヤ」はこの第 1 回目の作戦に参加し、掃海船を掩護した。
11月30日には、「パーミャチ・メルクーリヤ」はバルチクを砲撃した。
12月23日から12月27日にかけて、戦列艦「インペラトリーツァ・エカチェリーナ・ヴェリーカヤ」、巡洋艦「パーミャチ・メルクーリヤ」、 3 隻の艦隊水雷艇からなる第 2 戦列艦戦隊と機動群は、「ヤウズ・スルタン・セリム」を迎撃するためボスポラスへ向けて出撃した。この作戦の過程で、アナトリア沖にて 39 隻のオスマン帝国機帆走スクーナーを撃沈した。

### 近代化改修
オスマン帝国のライバル「ミディッリ」は1916年2月末に触雷による損傷箇所の修理を受けた際に、戦訓に基づいて船首甲板と船尾甲板にそれぞれ 1 門の 150 mm 砲を増設したが、これに対し「カグール」級の艦長も自身の経験に基づき、「ギョーベン」との遭遇の際に戦いが「完全に無防備の腹立たしいほどの困難性」を持たないように、「カグール」級にも同様の武装強化を施すよう主張した。彼らによれば、 152 mm 砲しか持たなかったら「ギョーベン」との戦いに使用する武器に選ぶ余地がないのであり、 203 mm 砲の搭載は不可欠であった。しかし、彼らの提案も、武装案も、実現することはなかった。
一方の「ミディッリ」では、その改修工事の際に「カグール」級に擬装するための迷彩塗装も施されている。「カグール」級の 3 本煙突のシルエットに似せるために、 4 本ある煙突のうち一番前の煙突が白く塗られ、また船首にも衝角があるかのごとく見せかけたシルエットが白い塗料で描かれた。
1916年12月から1917年4月にかけて、「パーミャチ・メルクーリヤ」はセヴァストーポリ軍港において船体と機関の修理を受けた。この改修工事の際に、再び武装が変更された。 152 mm 砲と 75 mm 砲が、射程が優り従って敵巡洋艦との戦闘が有利になる1913年式 130 mm 艦載カノン砲に換装されたとされるが、その詳細は資料によってまちまちである。1917年末にオーバーホールを受けた姉妹艦の「カグール」については、資料によって 10 門、 14 門、あるいは 16 門が装備されたとなっているが、「パーミャチ・メルクーリヤ」については 10 門が装備されたとする場合と、 16 門が搭載されたとする場合、あるいはまったく換装について言及がない場合とがある。写真では、「カグール」が連装砲塔を廃止してすべて露天式の単装砲としているのに対し、「パーミャチ・メルクーリヤ」には1918年夏の段階でもまだ 2 基の連装砲塔が残されているのが確認できる。従って、両艦の武装の換装工事の実施状況は一致しないものと推定される。
バルト艦隊の姉妹艦 2 隻については確実に 130 mm 砲 16 門が搭載されているが、「ボガトィーリ」における改修状況は以下のようであった。すなわち、第一次世界大戦の戦況の推移の中で、巡洋艦の砲撃力を向上する必要が説かれた。当時、ロシア帝国海軍は数種類の中間口径砲を保有していたが、その中で本命と言えるのが1913年式 130 mm 艦載カノン砲であった。検討が行われていた頃まだ存命であったバルト艦隊司令官 N・O・エッセン提督は、「ボガトィーリ」級にこの速射砲を搭載するを提案した。その報告によれば、同級には船体改修などの大掛かりな工事なしに砲の換装が行えるということであった。建艦総局との検討の結果、金属工場型の 130 mm 砲の搭載の必要性が確認された。「ボガトィーリ」級特有の連装囲砲塔については、本来のカネー式 152 mm 砲の外形をなすよう 130 mm 砲に専用のカバーを被せることで何ら砲架に手を加えることなく揺架に据え付けることができた。 130 mm 砲をできるだけ多く搭載するため、 75 mm 砲はすべて撤去された。その結果、 130 mm 砲は 16 門搭載することができた。改修工事は1916年冬に始められたが、その際、新しい射撃管制機器が設置された。戦闘司令塔は突き出し部分が撤去され、壁は厚さ 75 mm のセメント装甲で補強された。なお、「ボガトィーリ」級より古く、防楯式の単装砲しか装備しない「ジアーナ」にはより早く 130 mm が搭載されている。
また、1917年4月1日までにノルデンフェリト1892年式 57 mm 沿岸砲 1 門が艦上に設置された。これは元々はマキシム・ノルデンフェルト火砲軍需会社によって開発された沿岸砲であったが、この時点で 16 門が高射砲に改修されて黒海艦隊に配備されていた。それらのうち 7 門が 4 隻の艦船に装備されていたが、「パーミャチ・メルクーリヤ」はその中の 1 艦に選ばれていた。なお、姉妹艦の「カグール」には設置されていない。

### 1917年初頭の戦役
1917年になると、黒海艦隊は数隻の「エリピヂフォール」級掃海船を実戦配備した。これはすでに就役して機雷敷設任務にも投入されていた第 234 号掃海船の同型船で、喫水が浅いことから敵基地付近や、とりわけボスポラス海峡のすでに機雷を敷設した箇所でもさらなる機雷敷設作戦行動が可能であった。そうした作戦が最初に遂行されたのは1917年1月4日から1月5日にかけてのことで、第 234 掃海船と第 239 掃海船が作戦に投入された。 2 隻の「エリピヂフォール」級掃海船は護衛の艦隊水雷艇 2 隻を伴った機雷敷設艦「クセーニヤ」と「コンスタンチン」に曳航されてボスポラス海峡口へ向かったが、「パーミャチ・メルクーリヤ」は第 2 戦列艦戦隊の掩護の下、機雷敷設艦隊を支援した。この作戦では、ボスポラス海峡口にて機雷敷設作戦に従事した。この作戦で、 460 個の機雷が敷設された。「エリピヂフォール」級はすでに敷設済みの機雷原の上を無事に通過し、新たな機雷を敷設した。また、潜水艦が修正任務に就いた。
2月10日から2月12日にかけての期間に、戦列艦「スヴォボードナヤ・ロシア」、巡洋艦「パーミャチ・メルクーリヤ」、 3 隻の艦隊水雷艇はアナトリア沖で 3 隻のオスマン帝国帆走スクーナーを撃沈した。

### ロシア革命
1917年2月23日から2月27日に発生した二月革命により、ロシア臨時政府が成立して帝政が倒れた。同年3月3日には、「パーミャチ・メルクーリヤ」はほかのすべての黒海艦隊艦船とともに臨時政府の管轄下に入った。
同年4月末には V・A・サーウチェンコ＝ビーリシクィイ大佐の下に統率されるウクライナ系のラーダやグループが各艦で組織されるようになったが、その中でも特に戦列艦「イオアン・ズラトウースト」、「エフスターフィイ」、「ロスチスラフ」、巡洋艦「パーミャチ・メルクーリヤ」、「カグール」、「プルート」、水雷戦隊、特に艦隊水雷艇「ザヴィードヌイ」におけるラーダの活動が盛んであった。その後も艦船はロシア臨時政府の管轄下に置かれたが、一部では急速にウクライナ化が進んだ。特に、セヴァストーポリに停泊していた戦列艦「ヴォーリャ」、艦隊水雷艇「ザヴィードヌイ」、巡洋艦「パーミャチ・メルクーリヤ」でウクライナ化の度合いが高かった。
その一方で、戦争は継続された。黒海艦隊では、より効果的な海上封鎖を完成するため極めて岸に近い海域に機雷原を設置することを計画した。これには、小型で喫水の浅い艦載艇を用いることとなった。艦載艇は作戦海域まで母船で輸送され、作戦終了後、再び母船に乗せて撤収するというものであった。5月4日、「パーミャチ・メルクーリヤ」は機雷敷設任務を帯びた艦載艇を搭載して出撃した。「パーミャチ・メルクーリヤ」に搭載されたのは 4 隻の艦載内火ランチと 1 隻の高速艇で、使用する「ルィープカ」型小型係維機雷 240 個は艦隊水雷艇「グネーヴヌイ」と「プロンジーチェリヌイ」に積載された。作戦は、戦列艦「スヴォボードナヤ・ロシア」と 2 隻の水雷艇、水上機輸送艦「アレクサンドル1世」ならびに「ニコライ1世」によって支援された。「パーミャチ・メルクーリヤ」はボスポラス海峡口から 30 海里の海上で 5 隻の艦載艇を水面に降ろした。ランチにはそれぞれ 30 個の機雷が「プロンジーチェリヌイ」から積み込まれた。機雷の積み込みは、船外傾斜路を用いて行われた。ランチは、高速艇に曳航されて作戦海域へ向かった。今にも雨の降りそうな曇天であったが、海上は凪いでおり、作業は順調に進んだ。5月4日深夜近く、高速艇はランチを曳航してボスポラス海峡に侵入した。ランチは隊列を組み、岸から 1 - 2 鏈の海上に機雷を敷設し始めた。作戦が完了したのは夜明け前で、5月5日、 5 隻の艦載艇は「パーミャチ・メルクーリヤ」の艦上へ引き揚げられた。この作戦で、ボスポラス海峡内に 120 個の機雷が敷設された。
5月5日にも、作戦は再度行われた。今回はランチは「グネーヴヌイ」から機雷を受け取り、夜闇の中を高速艇に曳航されて海峡へ向かった。その途中、艇隊は敵の水上飛行機に発見されて爆撃を受けたが、命中弾はなかった。秘密裏に作戦を遂行するのが不可能になったため、艇隊の隊長は巡洋艦へ引き返す決断を下した。「パーミャチ・メルクーリヤ」の艦長は作戦続行を諦め、艦隊はセヴァストーポリへ帰港した。
5月11日にも、同じ内容の作戦が繰り返された。今次の作戦は、第 2 戦列艦戦隊と 5 隻の水雷艇の掩護を受けた。「パーミャチ・メルクーリヤ」は海峡から 25 海里以上ある海上で艦載艇 5 隻を進水させ、ランチは「プロンジーチェリヌイ」から 30 個ずつの機雷を受け取った。 4 隻のランチは高速艇に曳航されて海峡へ向かい、その後、ランチは自走して海峡へ侵入した。空は明るく、海況は 1 と良好であった。5月12日深夜2時、ランチはすべての機雷をボスポラス海峡内に敷設し終えた。作戦時間は、 25 分間にわたった。
5月12日にも、作戦は再度行われた。今回はランチは「グネーヴヌイ」から機雷を受け取り、高速艇に曳航されて海峡へ向かった。海況に侵入しながら、ランチは機雷敷設のための隊列を組んだ。午前0時22分、機雷敷設中に 1 隻のランチから爆発の火の手が上がるのが観測された。この事故により、艇長と 4 名の水兵が殉職、艇尾が破壊された。同じ艇ではすぐに第二の爆発が起こり、沈没した。ほかの乗員は救助されたが、爆発音に気付いた沿岸からこの方向へ探照燈が向けられた。機雷敷設艇隊はその光によって照らし出されたが、探照燈の光がすぐに艇隊を通り過ぎて沖の方を照らし始めたことから、どうやら沿岸部からは気付かれずにすんだものと判断された。ランチのうち、機雷の誘爆を起こした艇の隣にいた艇が 2 回の爆発から損傷を受け、しばらくして沈没した。艇隊は引き揚げたが、「パーミャチ・メルクーリヤ」まで辿り着いたのは高速艇と 2 隻のランチだけであった。 2 日にわたる作戦の結果、ボスポラス海峡口には 186 個の機雷が敷設された。調査によって爆発は機雷の取り扱いの不注意によるものと断定され、同様の作戦はさらに続行された。作戦海域はボスポラス海峡とゾングルダク港であったが、これ以降の作戦は専ら艦隊水雷艇を母船として遂行された。
6月13日には、機雷敷設艦「ゲオルギー」、「アレクセイ」、「クセーニヤ」、 4 隻の「エリピヂフォール」級掃海船とともに、「パーミャチ・メルクーリヤ」はボスポラス海峡口における機雷敷設作戦に従事した。この作戦により、 880 個の機雷が海域に敷設された。7月3日から7月7日にかけては、「パーミャチ・メルクーリヤ」は「スヴォボードナヤ・ロシア」、艦隊水雷艇「ケルチ」、「フィドニーシ」、「ポスペーシュヌイ」、「レイテナーント・シェスタコーフ」とともにボスポラス海峡口で実施される機雷敷設作戦の掩護を行った。この作戦では、掃海艦として使用される補助巡洋艦「コローリ・カールル」、機雷敷設艦「クセーニヤ」、艦隊水雷艇「プィールキイ」、艦隊水雷艇「ブィーストルイ」ならびに「シチャスリーヴィイ」に曳航されてきた 4 隻の高速艇からなる機雷敷設部隊が、海域に 280 個の機雷を敷設した。
戦況が推移する一方で、6月10日に第一次ウニヴェルサールがウクライナ中央ラーダによって発せられたのち同年秋までには、「ヴォーリャ」、「パーミャチ・メルクーリヤ」、「ザヴィードヌイ」、「ザヴェートヌイ」、「ゾールキイ」、「ズヴォーンキイ」、「ジャールキイ」などでほぼ全面的なウクライナ化が行われた。
1917年8月3日から8月19日にかけて、艦隊への死刑法の広がりや国会審議に憤慨した黒海艦隊の水兵や住民らが、セヴァストーポリでデモ活動を行った。艦船ではミーティングや集会が開かれたが、戦列艦「エフスターフィイ」、「ボレーツ・ザ・スヴォボードゥ」、艦隊水雷艇「カピターン・サーケン」、「ザヴィードヌイ」、「レイテナーント・シェスタコーフ」、通報船「アルマース」とともに、巡洋艦「パーミャチ・メルクーリヤ」もその輪の中にあった。黒海艦隊やセヴァストーポリの艦隊乗員グループ、通信部隊や航空部隊、要塞大隊のメンバーも名を連ねて前線および後方における死刑の撤回を要求し、メンシェヴィキが中心となったセヴァストーポリ市の集会もこれに同調したが、結局のところ、社会革命党が中心となって、「革命の脅威のために」前線での死刑適用を許容するという決議が採択された。
1917年9月1日に臨時政府の下にロシア共和国が正式に建国されると、黒海艦隊艦船はその管轄下に置かれた。直後の9月13日に黒海艦隊中央委員会（ツェントロフロート）が組織されると、その影響かに入った黒海艦隊艦船はコルニーロフ主義の克服の証として9月15日に赤旗を掲げて「ロシア民主共和国万歳！」のスローガンを発した。これに対し、セヴァストーポリにあった艦隊水雷艇「ザヴィードヌイ」、戦列艦「ヴォーリャ」、「ボレーツ・ザ・スヴォボードゥ」、「エフスターフィイ」、そしてオデッサに派遣されていた巡洋艦「パーミャチ・メルクーリヤ」はウクライナの民族旗である青・黄旗を掲揚した。「ザヴィードヌイ」と「パーミャチ・メルクーリヤ」は、最初に青・黄旗を掲揚した艦として知られている。
「パーミャチ・メルクーリヤ」にとって、1917年10月18日の出航は最後の出撃となった。戦列艦「スヴォボードナヤ・ロシア」と「ヴォーリャ」、第 2 戦列艦戦隊、巡洋艦「パーミャチ・メルクーリヤ」、 5 隻の艦隊水雷艇、水上機輸送艦「ルムィーニヤ」からなるロシア共和国艦隊は軽巡洋艦「ミディッリ」を迎撃したが、「スヴォボードナヤ・ロシア」が戦線を離脱したために作戦は中止を余儀なくされた。10月21日から10月22日にかけて艦隊水雷艇「プロンジーチェリヌイ」とともに行った航海が、「パーミャチ・メルクーリヤ」にとっての最後の軍事便となった。艦隊は、10月23日にセヴァストーポリへ帰港した。その後、歴史の動乱の中で「パーミャチ・メルクーリヤ」は第二線艦隊の予備役に入れられ、セヴァストーポリ南湾に繋留された。

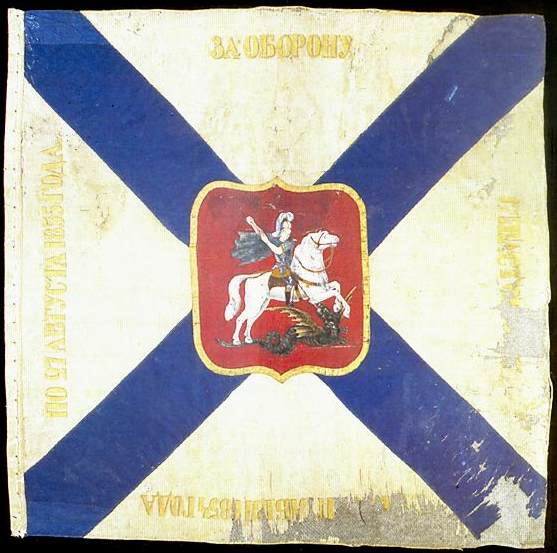
ゲオルギイの海上旗。目覚しい働きにより海軍旗を守った艦の乗員へ贈られる名誉の証であり、彼らは近衛艦隊乗員班に列せられた。アンドレイ十字の中心に旗の由来である聖大致命者凱旋者ゲオルギイが描かれている。通常与えられるのはゲオルギイの檣頭旗であり、船尾旗はアンドレイの旗であった。特別に船尾ゲオルギイ提督旗を授かったのは戦列艦「アゾーフ」とブリッグ「メルクーリイ」だけであり、それぞれ同名の艦船と「パーミャチ・アゾーヴァ」、「パーミャチ・メルクーリヤ」という名の艦船が代々旗を受け継いでいた。

1917年10月25日にペトログラードにおいて発生したボリシェヴィキによる十月革命と、それを受けてウクライナ中央ラーダが宣言した第三次ウニヴェルサールによるウクライナ人民共和国の事実上の独立は、クリミア半島の駐留部隊に本質的な影響を与えた。臨時政府との連携を図っていたウクライナ中央ラーダはボリシェヴィキ政府に対して全面的な反対姿勢を取り、ボリシェヴィキ政府もまたウクライナ中央ラーダに対し敵対的な姿勢を示したため、ウクライナ・ロシア両国の関係は急激に悪化した。10月にはウクライナ中央ラーダによってキエフ派遣された艦隊委員長 Ye・N・アキーモフ 2 等佐官が、セヴァストーポリへ到着した。彼を中心とするウクライナ総軍事委員会は黒海艦隊におけるウクライナ化を積極的に行い、合法的に艦隊をウクライナへ渡すための活動を推進した。「パーミャチ・メルクーリヤ」では、強力なウクライナ人組織が形成された。
11月11日、「パーミャチ・メルクーリヤ」の船上委員会は、明日11月12日午前8時を以って船尾アンドレイの旗に替えてウクライナの民族旗を掲揚することをウクライナ人乗員が決定した旨、黒海艦隊司令部へ通達した。その日、ウクライナ総軍事委員会が中心となってウクライナ人民共和国の建国宣言が祝福された。黒海艦隊艦船では、艦船によってアンドレイの旗と赤旗に並んで青・黄旗が掲揚された。「パーミャチ・メルクーリヤ」ではウクライナ人乗員らがアンドレイの旗を降ろし、自分たちの民族旗を掲げた。大ロシア人およびウクライナの旗の掲揚に同意しない者は両者の隔たりが埋めがたいものであると判断して下船を決意し、その数は 200 名に上った。彼らは、抗議の印として艦を退去した。一方、ナヒーモフ広場では、黒海艦隊艦船とセヴァストーポリ海軍要塞の部隊から出された軍事パレードが催された。ロシアの陸軍と海軍が革命騒ぎで崩壊したのに対し、ウクライナの軍人らは陸軍の規律と忠誠心、海軍の秩序を実演してみせたのである。ロシア人乗員らが退去したため、「パーミャチ・メルクーリヤ」の船上委員会は下船した者の代わりとなるウクライナ人乗員の補充問題を速やかにしかるべく解決するようソビエト執行委員会に要請した。ウクライナ委員長であるアキーモウ 2 等佐官が対処したが、ソビエトならびにツェントロフロートは、この要求を拒絶した。最終的に、ウクライナの民族旗は降納された。
その後、事態はめまぐるしく変化していった。1917年11月からボリシェヴィキは黒海艦隊における煽動活動を活発化させ、平和革命と階級闘争、国際的労働者の同盟を唱えながら黒海艦隊の水兵らの結合を崩していった。ウクライナ中央ラーダは第三次ウニヴェルサール宣言時にはウクライナ人民共和国によるクリミア領有を主張していなかったが、ボリシェヴィキに抵抗する必要から、その政治方針を曲げた。これに連動し、12月にはセヴァストーポリからオデッサへ移動した「パーミャチ・メルクーリヤ」と「ザヴィードヌイ」がウクライナへの帰属を宣言した。特に、「パーミャチ・メルクーリヤ」の乗員らはソビエト・ロシアへの非忠誠の表しとして、ウクライナの独立を試みてロシア正教会から破門された近世のウクライナ国家のヘーチマン、イヴァン・マゼーパの名を艦に与えた。セヴァストーポリでも同様の動きが見られた。こうした動きに合わせ、黒海艦隊司令官 A・V・ニョーミツ提督はウクライナ中央ラーダへの忠誠を誓った。
しかし、ボリシェヴィキの煽動活動のピークも12月初旬にピークを迎え、そのプロパガンダの成功によって、一時ウクライナ中央ラーダに忠誠を誓っていたニョーミツ提督もボリシェヴィキに傾きかけた。この有利な情勢を、ボリシェヴィキは最大限活用した。11月30日には、マリウーポリの第 24 予備連隊から、妨害活動を行っているボリシェヴィキ系水兵をセヴァストーポリへ呼び戻し、ボリシェヴィキ鎮圧のための救援に「パーミャチ・メルクーリヤ」を急派してほしいという打電があった。

### 第一次ウクライナ・ソビエト戦争
1917年12月13日には、ニョーミツ提督は一時的に艦隊司令官の任を M・P・サーブリン提督に譲った。その後、艦船は次々にボリシェヴィキの赤色黒海艦隊に吸収されていった。同年12月16日には、「パーミャチ・メルクーリヤ」も赤色黒海艦隊に編入された。
一方、12月22日には、ウクライナ総書記局の海事総書記局がされ、翌月には「ウクライナ人民共和国海軍に関する臨時法」が中央ラーダによって採択された。
1918年1月9日には第四次ウニヴェルサールによってウクライナ人民共和国の完全な独立が宣言されたが、ボリシェヴィキの指導する労農赤軍はウクライナ人民共和国軍に対してウクライナ各地で連戦し、1918年1月27日にはウクライナ人民共和国の首都キエフを奪取、ウクライナ中央ラーダはジトーミルへ落ち延びた。しかし、同日に締結されたブレスト＝リトフスク条約締結により、軍事同盟を結んだウクライナ人民共和国と中央同盟国は反攻に転じた。赤軍は次々と撃破され、各地で撤退を余儀なくされた。その頃、「パーミャチ・メルクーリヤ」は戦列艦「シノープ」、「ロスチスラフ」、「トリー・スヴャチーチェリャ」、通報船「アルマース」、掃海船と輸送船を含む多数の補助船舶とともに、赤軍支援のためオデッサに停泊していた。オデッサ市投錨地に艦隊が存在することで、ルーマニアの軍部隊と戦うルムチェロードはしばらくのあいだ敵の熾烈な攻勢を持ちこたえることができた。いよいよドイツ帝国軍が接近すると、3月13日から3月14日にかけて黒海艦隊の艦船はオデッサを逃れ、一部はセヴァストーポリへ、また別の一部はフェオドーシヤへ向かった。「パーミャチ・メルクーリヤ」はセヴァストーポリへ逃れたが、クリミアからの完全撤収作業を進める赤軍によって3月28日にはセヴァストーポリ軍港で保管状態に入れられた。
4月29日には、セヴァストーポリはウクライナ人民共和国とドイツ帝国の同盟軍の攻勢の下に晒されていた。黒海艦隊司令官 M・P・サーブリン提督は戦列艦「ゲオルギー・ポベドノーセツ」に命じて全艦隊に「ウクライナ国旗を掲げよ」という命令を発した。戦列艦「ヴォーリャ」と「スヴォボードナヤ・ロシア」はこの命にすぐに従い、他艦も一部を除いてこれに倣った。サーブリン司令官はシンフェローポリへ代表団を送り、ウクライナならびにドイツ司令部に対しても、黒海艦隊はウクライナ国旗の下にあり、セヴァストーポリへの侵攻をやめて代表団を派遣されたしとする電信を打った。その後、サーブリン司令官はどうしてもウクライナ国旗の掲揚を拒否する艦隊水雷艇に対し港外退去を命じた。これに従い 14 隻の艦隊水雷艇ほか若干の輸送船が退去した時点で、セヴァストーポリに残る全艦船がウクライナ国旗を掲揚した状態となった。
ところが、5月1日の時点でまだドイツ軍は侵攻をやめなかった。ドイツ軍は、ウクライナ軍部隊をペレコープに留めて単独でクリミアへの侵攻を開始した。シンフェローポリに駐留するドイツ軍司令官ローベルト・コーシュ将軍はサーブリン司令官の送った代表団の申し入れを取り上げず、ウクライナ方面の最高責任者であるヘルマン・フォン・アイヒホルン元帥に申告するよう依頼した。アイヒホルン元帥はキエフに滞在しており、当時の通信状況では事実上、ドイツ軍のクリミア侵攻を止めることが不可能であることがこの時点で明らかになった。
黒海艦隊代表団とともに、セヴァストーポリ市の代表団とウクライナ人組織の代表団がシンフェローポリに派遣された。そして、コーシュ将軍は前者に対しては慇懃にもてなしたのに対し、後者に対しては冷淡に接した。この情報が齎されたとき、サーブリン司令官は黒海艦隊のクリミア撤退を決意した。サーブリン司令官は艦隊に出港準備を命じるとともに、居残る艦船については爆破するよう、オストログラーツキイ海軍少将に命じた。しかし、艦隊は混乱に陥って準備に手間取り、出港の時期を逃してしまった。幾人もの士官らを残したまま、戦列艦「ヴォーリャ」と「スヴォボードナヤ・ロシア」以下、若干の艦船だけが敵の砲弾の下、ノヴォロシースクへ向けて出港するのに成功した。
一方、セヴァストーポリに留まった艦船については、艦船ならびに港湾設備の爆破班が逃亡してしまったために、艦隊水雷艇「ザヴェートヌイ」以外は結局爆破されないままに残った。ほかの艦船には再びウクライナ国旗が掲揚され、オストログラーツキイ海軍少将の指揮の下、ウクライナ政府とドイツ軍司令部に対して、ウクライナ化を拒否した艦船は外海へ退去した、残る艦船はすべてウクライナ国旗を掲揚し、セヴァストーポリに留まった、と知らせた。

### ドイツとウクライナ
この騒ぎの中、「パーミャチ・メルクーリヤ」は5月1日にドイツ帝国軍に接収された。そして、ドイツ帝国海軍地中海分艦隊特殊分遣隊が駐留するための浮き兵舎として使用されることになった。
5月16日の時点で、「パーミャチ・メルクーリヤ」は「カグール」、「アルマース」とともに黒海艦隊の巡洋艦戦隊を編成していた。
在キエフ・ロシア平和代表団の海軍専門家 V・M・テレーンチエフによる海軍総司令部長官宛の手紙1918年9月8日付け第 40 号によれば、8月19日の時点で「パーミャチ・メルクーリヤ」にはウクライナの旗が掲揚されていた。
1918年9月17日には、イヴァン・マゼーパを記念した「ヘーチマン・イヴァン・マゼーパ」（ウクライナ語: «Ге́тьман Іва́н Мазе́па»）という艦名に改称された。これには、政治的に二つの意味があった。すなわち、ひとつはウクライナ史上の人物名を艦に与えることでウクライナ民族主義的なウクライナ化推進政策のパフォーマンスとすることであった。とりわけマゼーパの名はロシアのツァーリ、ピョートル1世を裏切った人物として知られており、ツァーリの圧政に苦しむウクライナの民を救うべく決意したウクライナ・コサックの英雄として知られている。この人物の名を艦名に用いることは、反ロシア・親ウクライナ的政策の様相を呈した。その一方で、第二の観点からは、反革命的・封建主義的な意味があった。翌年に艦船を掌握したディレクトーリヤ（ウクライナ民族主義左派）は、艦船に歴代のヘーチマンの名を冠することは反社会主義的であるとして批判している。ヘーチマンはコサックの指導者であると同時にウクライナの大領主であり、反社会主義革命的な封建領主の象徴となり得るのである。

### 連合国と白軍
ドイツ帝国が連合国へ降伏すると、ドイツ帝国の同盟者であったウクライナ国はドイツ帝国の駐留地へ進駐を始めた連合国軍の脅威の下に晒されることになった。この状況下で、ウクライナ国海軍司令官 V・Ye・クロチュコーウシクィイ 海軍少将は、麾下の艦船へアンドレイの旗を掲揚するよう命じた。これにより、かつての同盟国の共感を呼ぼうとしたのである。しかし、イギリス・フランスを中心とした連合国軍はこの艦隊を戦利品として扱った。「パーミャチ・メルクーリヤ」もほかの艦船とともに11月24日には進駐した連合国軍に接収され、艦上にはイギリスの海軍
旗が掲げられた。艦名は、12月には元の「パーミャチ・メルクーリヤ」に戻された。その後、艦船の一部は連合国がソビエト政権との戦いに利用しようと考えた義勇軍へ引き渡されたが、大半は港に繋留されたまま放置された。また、ウクライナ国にとってかわったウクライナ人民共和国はクリミアや沿岸地域を喪失したため、ウクライナ政府が主張していた艦隊の保有権は簡単に踏み躙られた。
ロシアのかつての同盟者であったイギリス海軍は、世界大戦と内戦の全期間、それにドイツによる占領期間を含めたいかなる時期におけるよりも、はるかにひどい被害を黒海艦隊艦船に与えた。1919年4月末、セヴァストーポリに迫る赤軍を前に撤退を図るイギリス海軍は、巡洋艦「カリプソ」艦長の指示の下、南ロシア海軍司令官 M・P・サーブリン提督の了解もなしに、無断で黒海艦隊の処分を開始した。4月26日、イギリス人水兵らはまず手始めに黒海艦隊の潜水艦 11 隻を港外へ引き出し、爆破して沈めた。続いて 6 隻の戦列艦と巡洋艦「パーミャチ・メルクーリヤ」、 3 隻の艦隊水雷艇、軍事的価値はほとんどなかった旧式の水雷艇や倉庫になっていた輸送船まで、各艦船の主機の高圧シリンダーやベアリングに爆薬を仕込んでこれを吹き飛ばした。
この事件により、艦船のその後の運命は決定付けられた。内戦終結後、爆破された「レヴォリューツィヤ」（旧『エフスターフィイ』）、「イオアン・ズラトウースト」、「ボレーツ・ザ・スヴォボードゥ」、「パーミャチ・メルクーリヤ」の修復をしようと試みたソビエト政府は、確かに人材や資材、資金の不足のためもあったが、何よりその損傷のあまりのひどさに復旧を諦めざるを得なかったのである。
連合国軍が撤退したのち、1919年4月29日には第 2 ウクライナ・ソビエト軍に接収され、ウクライナ社会主義ソビエト共和国赤色海軍へ編入された。
1919年6月24日には、勢力を盛り返した南ロシア軍に奪還された。その後、南ロシア軍の組織改編に伴い、所属をロシア軍に移した。1920年11月14日にロシア軍はセヴァストーポリを去ってイスタンブールへ向かったが、イギリス軍によって機関を破壊されていた「パーミャチ・メルクーリヤ」は自力航行ができず、曳航もされずにセヴァストーポリへ取り残された。

### 労農赤色海軍時代

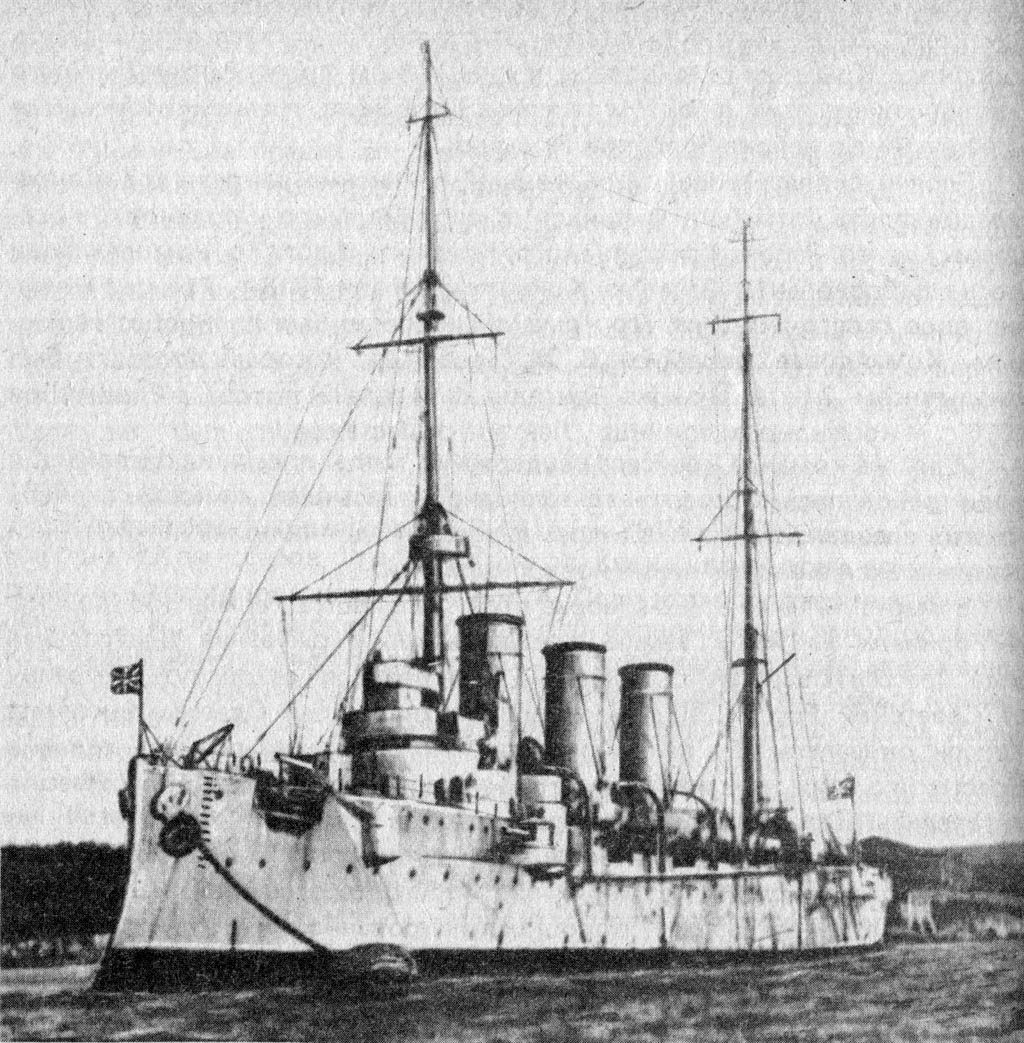
コミンテルン時代の本艦

「パーミャチ・メルクーリヤ」は、1920年11月22日に労農赤軍部隊によって奪取されたが、この時点で完全に稼動できない荒廃した状態にあった。修理に入れられたのち、1921年にウクライナ社会主義ソビエト共和国ならびにクリミア自治ソビエト社会主義共和国共同の黒海海軍に編入された。類別は、 1 等巡洋艦とされた。1922年5月6日には、「パーミャチ・メルクーリヤ」を練習艦級の戦闘単位として復元すべしとする決議が艦隊革命戦時委員会によって出された。
艦船の修復工事において、爆破されて完全に機能を失った動力装置の復旧は鬼門であった。しかし、「コミンテルン」にだけは救いの手が差し伸べられた。1922年に解体された姉妹艦「ボガトィーリ」から、機関シリンダーと諸部品が「コミンテルン」修復のために提供されたのである。このほか、解体が決定された戦列艦「エフスターフィイ」や「イオアン・ズラトウースト」からも必要部品や配管系が提供された。1922年11月16日には、南西戦線作戦分遣隊所属の警備艇「ラズヴェートチク」が、「パーミャチ・メルクーリヤ」所属となった。

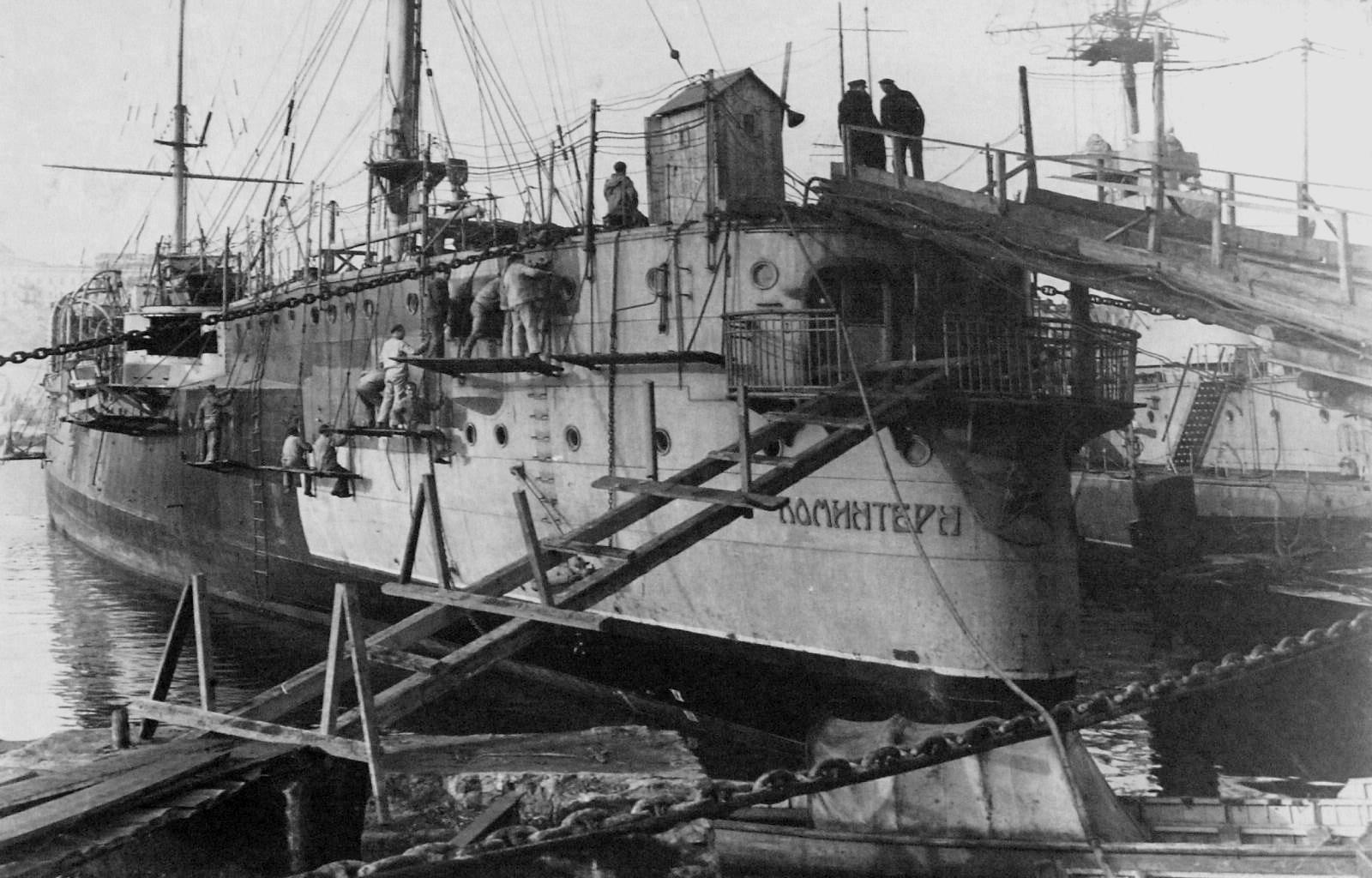
1923年、セヴァストーポリで修理中の「コミンテルン」。すでに船尾には新しい艦名の「コミンテルン」と記されている。

1922年12月31日付けで、艦名はコミンテルンを記念した、その名もコミンテルン（«Коминте́рн»）という共産主義的な名称に改められた。この艦名は、プロレタリア革命と労農赤色海軍建設における水兵らの献身への記念であった。
武装も変更されたが、当初は元の連装砲塔も使用されて 14 門の 55 口径 130 mm 艦載カノン砲 B-7 が搭載された。やがて連装砲塔が撤去されて露天で防盾の付いた単装砲架に置き換えられるなどし、 130 mm 艦載カノン砲 B-7 の搭載数は 8 門に減ぜられた。
1923年9月8日には、復旧工事は完了した。同年11月7日付けで練習巡洋艦に類別を変更され、同日付で再就役した。1925年には、革命記念映画『戦艦ポチョムキン』の一部のシーンが、「コミンテルン」を利用して撮影された。
1941年6月からは、機雷敷設艦として使用されるようになった。1942年7月16日にポチ港に停泊中にドイツ空軍機の空襲を受け、大破した。

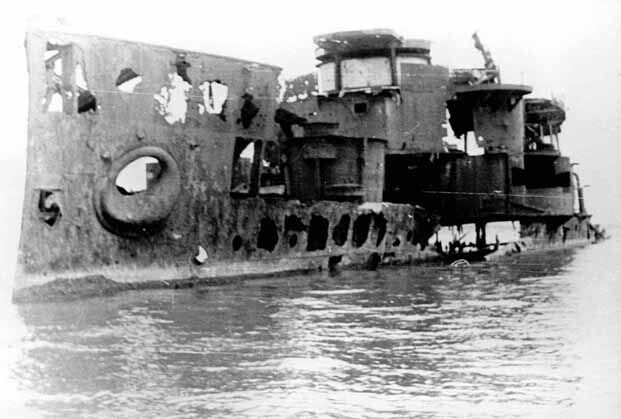
1942年に閉塞船となったコミンテルン

1942年8月から9月にかけて、沿岸砲台へ砲を提供するため武装解除を受けた。「コミンテルン」の武装は、第 743・744・746・747 沿岸砲兵中隊に 2 門ずつの 130 mm 砲、第 173 沿岸砲兵中隊に 3 門の 76.2 mm 砲、第 770 沿岸砲兵中隊に 3 門の 45 mm 砲が提供された。これらの部隊はトゥアプセへの進入路に陣地を構え、防衛任務に就いた。一方、船体は防波堤をなす閉塞船としてホビ川河口に沈められた。1943年2月2日付けで、労農赤色海軍艦船名簿から除籍された。1946年3月31日には、ソチから移動した第 626 対艇砲熕砲兵中隊が船体上に設置された。

### 暦
ロシア帝国では、正教会の祭事に合わせてユリウス暦を使用していた。そのため、このページではユリウス暦に準拠した年月日を記載する。以下に記載するのは、当時の大日本帝国や今日の日本、ロシア連邦などで使用されているグレゴリオ暦に換算した年月日である。なお、1918年3月以降については本文にグレゴリオ暦を記載する。
1. 1 2 3  9月5日。
2. 1 2  6月2日。
3. 1 2  4月7日。
4. 1 2  3月16日。
5. ↑  11月9日。
6. 1 2  12月29日。
7. 1 2  10月10日。
8. ↑  8月1日。
9. 1 2  1月22日。
10. ↑  5月17日。
11. ↑  1月30日。
12. ↑  1月30日。
13. ↑  6月11日。
14. ↑  12月18日。
15. ↑  4月29日。
16. ↑  6月20日。
17. ↑  7月14日。
18. ↑  7月22日。
19. ↑  8月3日。
20. ↑  8月8日。
21. ↑  8月22日。
22. ↑  8月31日。
23. ↑  9月1日。
24. ↑  9月19日。
25. ↑  9月21日。
26. ↑  10月2日。
27. ↑  11月11日。
28. ↑  1月19日。
29. ↑  5月14日。
30. 1 2  5月12日。
31. ↑  8月10日。
32. ↑  7月28日。
33. ↑  8月10日。
34. ↑  8月16日。
35. ↑  10月29日。
36. ↑  11月4日。
37. ↑  11月6日。
38. ↑  11月15日。
39. ↑  11月18日。
40. ↑  12月2日。
41. ↑  12月4日。
42. ↑  12月11日。
43. ↑  12月15日。
44. ↑  12月20日。
45. ↑  12月23日。
46. ↑  12月24日。
47. ↑  12月25日。
48. ↑  12月28日。
49. ↑  1月3日。
50. ↑  1月4日。
51. ↑  1915年1月5日。
52. ↑  1月6日。
53. ↑  1月11日。
54. ↑  1月14日。
55. ↑  1月19日。
56. ↑  1月24日。
57. ↑  1月25日。
58. ↑  1月27日。
59. ↑  1月28日。
60. ↑  1月29日。
61. ↑  1月30日。
62. ↑  2月1日。
63. ↑  2月4日。
64. ↑  2月5日。
65. ↑  2月12日。
66. ↑  2月20日。
67. ↑  3月7日。
68. ↑  3月10日。
69. ↑  3月11日。
70. ↑  3月14日。
71. ↑  3月18日。
72. ↑  3月21日。
73. ↑  3月27日。
74. ↑  3月26日。
75. ↑  3月28日。
76. ↑  3月30日。
77. ↑  4月2日。
78. ↑  4月3日。
79. 1 2  5月1日。
80. ↑  5月2日。
81. ↑  5月4日。
82. ↑  5月5日。
83. 1 2  12月26日。
84. ↑  5月7日。
85. ↑  5月8日。
86. ↑  5月9日。
87. ↑  4月28日。
88. ↑  6月6日。
89. ↑  6月9日。
90. ↑  7月17日。
91. ↑  7月17日。
92. ↑  8月9日。
93. ↑  8月11日。
94. ↑  9月16日。
95. ↑  9月30日。
96. ↑  10月2日。
97. ↑  10月20日。
98. ↑  10月22日。
99. ↑  10月23日。
100. ↑  10月25日。
101. ↑  12月1日。
102. ↑  2月9日。
103. ↑  2月5日。
104. ↑  4月18日。
105. ↑  2月14日。
106. ↑  2月17日。
107. ↑  2月28日。
108. ↑  3月5日。
109. ↑  3月10日。
110. ↑  3月26日。
111. ↑  4月17日。
112. ↑  6月4日。
113. ↑  7月4日。
114. ↑  7月7日。
115. ↑  8月27日。
116. ↑  8月30日。
117. ↑  10月30日。
118. ↑  11月5日。
119. 1 2  11月7日。
120. ↑  11月19日。
121. 1 2  12月13日。
122. ↑  1月5日。
123. ↑  1月9日。
124. ↑  4月14日。
125. ↑  1月17日。
126. ↑  1月18日。
127. ↑  2月23日。
128. ↑  2月25日。
129. ↑  3月8日。
130. ↑  3月12日。
131. ↑  5月17日。
132. ↑  5月18日。
133. ↑  5月24日。
134. ↑  5月25日。
135. ↑  6月26日。
136. ↑  7月18日。
137. ↑  7月20日。
138. ↑  6月23日。
139. ↑  8月16日。
140. ↑  9月1日。
141. ↑  9月14日。
142. ↑  9月26日。
143. ↑  9月28日。
144. ↑  10月31日。
145. ↑  11月3日。
146. ↑  11月4日。
147. ↑  11月5日。
148. ↑  12月4日。
149. ↑  12月5日。
150. ↑  1918年1月4日。
151. ↑  2月9日。